# Государственная дума Российской империи III созыва
Государственная дума Российской империи III созыва — представительный законодательный орган Российской империи, созванный после досрочного роспуска II Государственной думы. В отличие от двух предыдущих составов, она просуществовала весь отведённый ей законом срок — пять лет. Состоящая преимущественно из «правых сил», прозванная «помещичьей», III Государственная дума во многом поддерживала политику Петра Столыпина, однако не могла преодолеть межпартийные разногласия, что отрицательно сказалось на итогах её работы.
III Государственная дума была избрана на основании Положения о выборах в Государственную думу 1907 года, принятого на основании статьи 87 Основных Государственных Законов после роспуска II Государственной думы. Смысл данной статьи заключался в том, что правительство, в случае чрезвычайной необходимости, имело право принимать законы без обсуждения с Думой, в периоды между роспуском одной Думы и созывом другой, или же в периоды прекращения занятий Думы. Однако та же статья прямо запрещала правительству применять указанный порядок для изменения постановлений о выборах в Думу. Таким образом, роспуск II Государственной думы и последующее изменение избирательного законодательства можно квалифицировать как государственный переворот (часто используется термин третьеиюньский переворот).
Результатом переворота было изменение распределения депутатов Думы нового созыва по партиям, увеличившее представительство центра и правых партий, что позволило III Государственной думе и правительству наладить конструктивную совместную работу. III Государственная дума была созвана 1 ноября 1907 года (по Указу от 3 июня 1907 года) и распущена 30 августа 1912 года (по Указу от 29 августа 1912 года), причем её деятельность была прервана 9 июня 1912 года (по указу от 8 июня 1912 года).

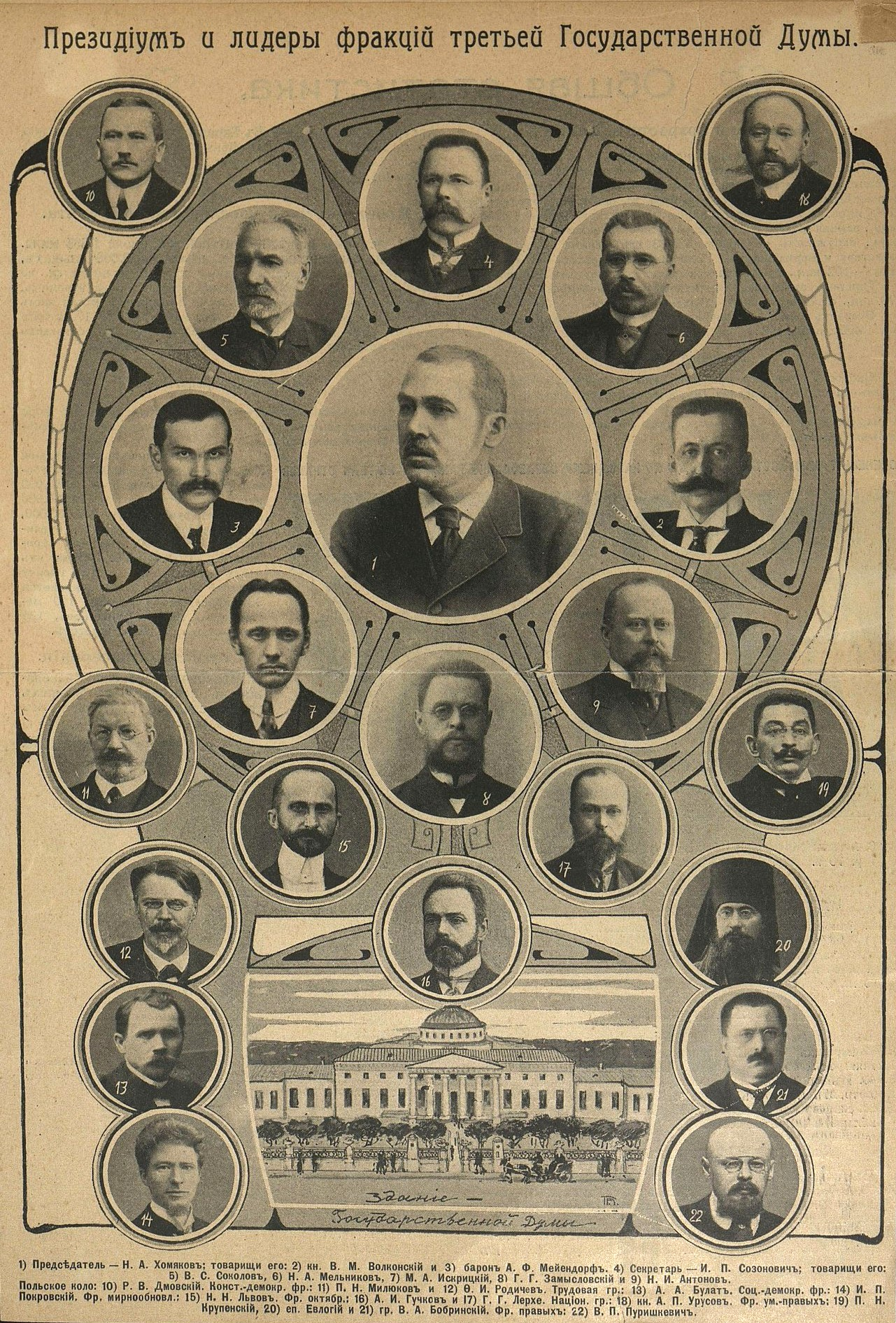
Президиум и лидеры фракций третьей Государственной Думы 1907—1908 гг.

## Выборы

### Система выборов

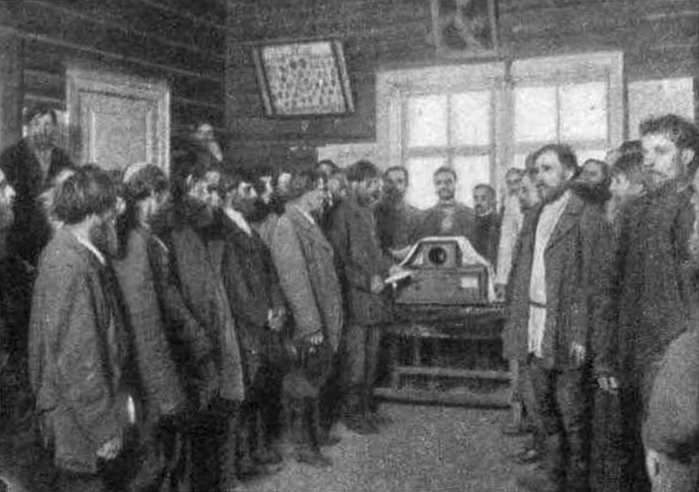
В волостном правлении перед баллотировкой.

Выборы производились по новому Положению о выборах в Государственную думу 1907 года. Выборы были непрямые, не предусматривавшие равного представительства и должны были проходить по куриальной системе: основными куриями являлись волостная (то есть крестьянская), землевладельческая, 1-я городская (высший избирательный ценз), 2-я городская (низший избирательный ценз), рабочая. Кроме этого, в некоторых местностях были выделены казачьи курии, а также разделены курии русских и нерусских избирателей. Внутри курий также не существовало норм представительства (стандартного количества избирателей на одного депутата), и количество депутатов от местностей и курий определялось только прилагаемым к Положению расписанием.
Выбирались 442 депутата, из них от Европейской России — 403, от Польши — 14 (в том числе один от русского населения и один от православного населения), от Кавказского края — 10 (из них 2 от казаков и 1 от русского населения), от Азиатской России (Сибирь) — 15 депутатов. Средняя Азия не была представлена в Думе вообще.
Система выборов была многоступенчатой. На первом этапе крестьяне на волостных сходах выбирали уполномоченных на уездный избирательный съезд. Крестьяне выбирали по два уполномоченных от волостного схода. В то же время рабочие выбирали уполномоченных на губернский избирательный съезд, по одному от фабрики с числом работающих от 50 до 1999, и далее по одному на каждую следующую полную тысячу работающих. На втором этапе выборов в каждом уезде собирались раздельные избирательные съезды четырёх курий (всех, кроме рабочей). От крестьян и рабочих в съездах участвовали уполномоченные; землевладельцы и горожане по двум спискам являлись на съезды лично. В губернском городе собирался избирательный съезд рабочей курии.
На втором этапе съезды избирали выборщиков для участия в губернском избирательном собрании, общем для всех курий. В выборщики могли быть выбраны только сами участники избирательных съездов. Местные власти имели право делить съезды по местностям, а в городах по избирательным участкам. Местные власти также были вольны разделять избирательные съезды на два — для русских и нерусских. Губернское избирательное собрание было третьим этапом выборов. Участники собрания — выборщики были одновременно и избирателями, и кандидатами в депутаты. Имя всякого выборщика, заявившего о желании быть избранным, ставилось на голосование.
В первую очередь выбирали депутатов по куриальным квотам, различным для разных губерний. Этих депутатов выбирало всё собрание, но только из числа выборщиков, представлявших свои курии. Для крестьян было зарезервировано 50 мандатов, для землевладельцев — 50 мандатов, для избирателей 1-го городского съезда — 25 мандатов, 2-го — 25 мандатов, 1-го и 2-го совместно — ещё 25 мандатов, для казаков — 3 мандата, для рабочих — 6 мандатов. После выбора квотированных депутатов оставшиеся депутаты избирались из числа выборщиков от всех курий совместно.
Для многих местностей порядок выборов отличался от общего.
В Санкт-Петербурге, Москве, Киеве, Одессе и Риге депутатов напрямую избирали отдельные от губернского собрания городские избирательные собрания, раздельные для двух разрядов городских избирателей. Таким образом, квотированными оказались ещё по 8 мандатов для 1-го и 2-го городских списков.
Для Кавказа избирательная система принимала совсем запутанный характер, результатом которой было 2 квотированных мандата для казаков, 1 мандат для русского населения Закавказья, а для Бакинской, Елизаветпольской и Эриванской губерний совместно — 1 мандат для мусульман и 1 мандат для немусульман.
Не менее запутанным был порядок для Сибири (области Амурская, Приморская и Забайкальская). Система была здесь упрощена, существовали курии казаков, сельских и городских жителей. Квотированными оказались 3 мандата для казаков и 1 мандат для не-казаков Забайкальской области. Уральское казачье войско располагало одним мандатом. Виленская и Ковенская губернии выбирали отдельно 3 членов думы от русского населения, город Варшава — ещё одного, Люблинская и Седлецкая губернии — ещё одного.
В Царстве Польском и губерниях Енисейской и Иркутской горожане не разделялись на два списка, а уполномоченные от рабочих избирались не во всех губерниях. Город Варшава выбирал по одному депутату от городских избирателей и от рабочих, а город Лодзь — одного депутата от всех горожан совместно.
В результате, квотированными по куриям и национальностям оказались 218 мандатов из 442.

### Избирательные цензы
Избирательное право имели не все жители империи. Для того, чтобы иметь избирательное право, необходимо минимум за год до выборов соответствовать специальным критериям.
Избирательное право по волостной курии имели крестьяне-домохозяева, владевшие надельной либо частной землёй и лично ведшие хозяйство. Эти избиратели не участвовали в избирательном съезде напрямую, а только избирали двух уполномоченных на съезд от каждого волостного схода. Для избирательного права (в виде личного права участия в избирательном съезде) в землевладельческой курии требовалось за год до выборов владеть в том же уезде (на выбор):
- количеством земли (или горнозаводскими дачами), не меньшим, чем указано в особом приложении к Положению[1]; количество варьировалось по губерниям от 800 десятин в глухом Яренском уезде до 125 десятин в самых оживлённых зонах; средняя норма в экономически активных губерниях была 200—300 десятин;
- имуществом, не составляющим торгово-промышленного заведения, стоимостью по земской оценке не менее 15 000 рублей (подразумевались сельскохозяйственные предприятия: сады, виноградники, конные заводы и т. п.).

Частные владельцы земель, а также церкви и монастыри, владевшие землёй и имуществом ниже указанной нормы, могли объединяться в группы, совместно обладавшие необходимым минимумом, и присылать на избирательный съезд представителя группы.
Для избирательного права (в виде личного права участия в избирательном съезде) в 1-й городской курии требовалось не менее года до выборов владеть в том же городе (на выбор):
- для городов губернских, областных, с градоначальствами и с населением не менее 20 тыс. человек — недвижимым имуществом стоимостью не менее 1000 рублей, в прочих местах — не менее трёхсот рублей (данным требованиям на практике отвечали любые индивидуальные и многоквартирные жилые дома; собственность на квартиры в Российской империи была практически неизвестна, все, жившие в многоквартирных домах, были арендаторами);
- требующим выборки свидетельства торговым предприятием — первых двух разрядов, промышленным предприятием — первых пяти разрядов, пароходным предприятием, с которого уплачивается промыслового налога не менее 55 рублей в год (ко второму разряду относились торговые предприятия с максимальным оборотом свыше 50 тыс. рублей в год, промысловый налог составлял от 50 до 150 рублей; к пятому разряду относились промышленные предприятия с минимальной численностью рабочих от 10 до 200 человек по разным отраслям, промысловый налог составлял 50 рублей).

Для избирательного права (в виде личного права участия в избирательном съезде) во 2-й городской курии требовалось не менее года до выборов в том же городе (на выбор):
- для городов губернских, областных, с градоначальствами и с населением не менее 20 тыс. человек — владеть недвижимым имуществом стоимостью не менее 1000 рублей, в прочих местах — не менее трёхсот рублей;
- владеть любым торгово-промышленным предприятием, требующим выборки промыслового свидетельства;
- уплачивать государственный квартирный налог (уплачивался любым квартиросъёмщиком);
- уплачивать основной промысловый налог на личные занятия;
- занимать на своё имя отдельную квартиру (имело значение для лиц, занимавших служебные квартиры);
- получать содержание или пенсию по службе в государственных, земских, городских, сословных учреждениях или на железных дорогах.

Для избирательного права в рабочей курии требовалось работать более шести месяцев на предприятии с численностью рабочих не менее 50. Рабочие не участвовали в избирательном съезде напрямую, а только избирали уполномоченных на съезд: от каждого предприятия с числом рабочих от 50 до 1000 — по одному, свыше 1000 — по одному от каждой полной 1000 рабочих. Рабочие могли быть избирателями только в рабочей курии, даже если они удовлетворяли цензовым требованиям других курий.
Кроме того, имелись категории населения, вообще лишённые избирательных прав. К ним относились иностранные подданные, лица моложе 25 лет, женщины, учащиеся, военные, состоящие на действительной службе, бродячие инородцы, все лица, признанные виновными в преступлениях, отрешённые от должности по суду (в течение 3 лет после отрешения), состоящие под судом и следствием, несостоятельные, состоящие под опекой (под опекой помимо малолетних состояли глухонемые, душевнобольные и признанные расточителями), лишённые духовного сана за пороки, исключённые из сословных обществ по их приговорам, а также губернаторы, вице-губернаторы, градоначальники и их помощники (во вверенных им территориях) и полицейские (работающие в избирательном округе). В цензовых куриях (землевладельческой и городских) женщины, лично обладавшие цензовым имуществом, могли передать право участия в выборах мужьям и сыновьям.

### Оценка избирательного законодательства
Результатом этого запутанного законодательства было исключительно непропорциональное представительство. Сложные правила выборов, бессистемно делившие население по цензовому, религиозному и национальному признаку в различных местностях, не позволяют выразить данные о пропорции представительства разных классов в парламенте, однако в целом можно утверждать, что:
- 99 млн человек (21,4 млн мужчин избирательного возраста) сельского населения Европейской России имели 50 квотированных мандатов, причём выбор депутата из числа выборщиков крестьян принадлежал общему губернскому собранию, большинство в котором всегда имели две высокоцензовые курии; в списках избирателей было зарегистрировано только 1,494 тыс. крестьян, удовлетворявших цензовым требованиям;
- 276 тыс. избирателей-землевладельцев Европейской России имели 50 квотированных мандатов, и (совместно с 1-й городской курией) большинство в губернских собраниях при выборе ещё 224 депутатов на неквотированные места;
- 14,8 млн горожан (3,2 млн мужчин избирательного возраста, в том числе и рабочие) разделялись на три группы. В первую городскую курию вошли 149 тыс. человек, которые имели 29 квотированных мандатов и большинство (совместно с землевладельцами) при выборах на 224 неквотированных места. Во вторую городскую курию вошли 832 тыс. избирателей, которые имели 29 квотированных мандатов. Две городские курии совместно располагали ещё 25 мандатами. Около 1,2 млн горожан избирательного возраста цензовым требованиям не удовлетворяли и к выборам допущены не были (многие из них числились крестьянами, но не допускались и к участию в волостных выборах, так как от избирателя требовалось вести хозяйство лично).
- 1067 тыс. рабочих-избирателей (около 5 млн человек населения с учётом женщин и детей) располагали 6 квотированными мандатами. Участие рабочих выборщиков в губернских избирательных съездах ничего не значило, так как им принадлежало не более 10 % (а в среднем, не более 2 %) голосов.
- 9,3 млн жителей Средней Азии не были представлены в Думе вообще.

## Сессии Думы

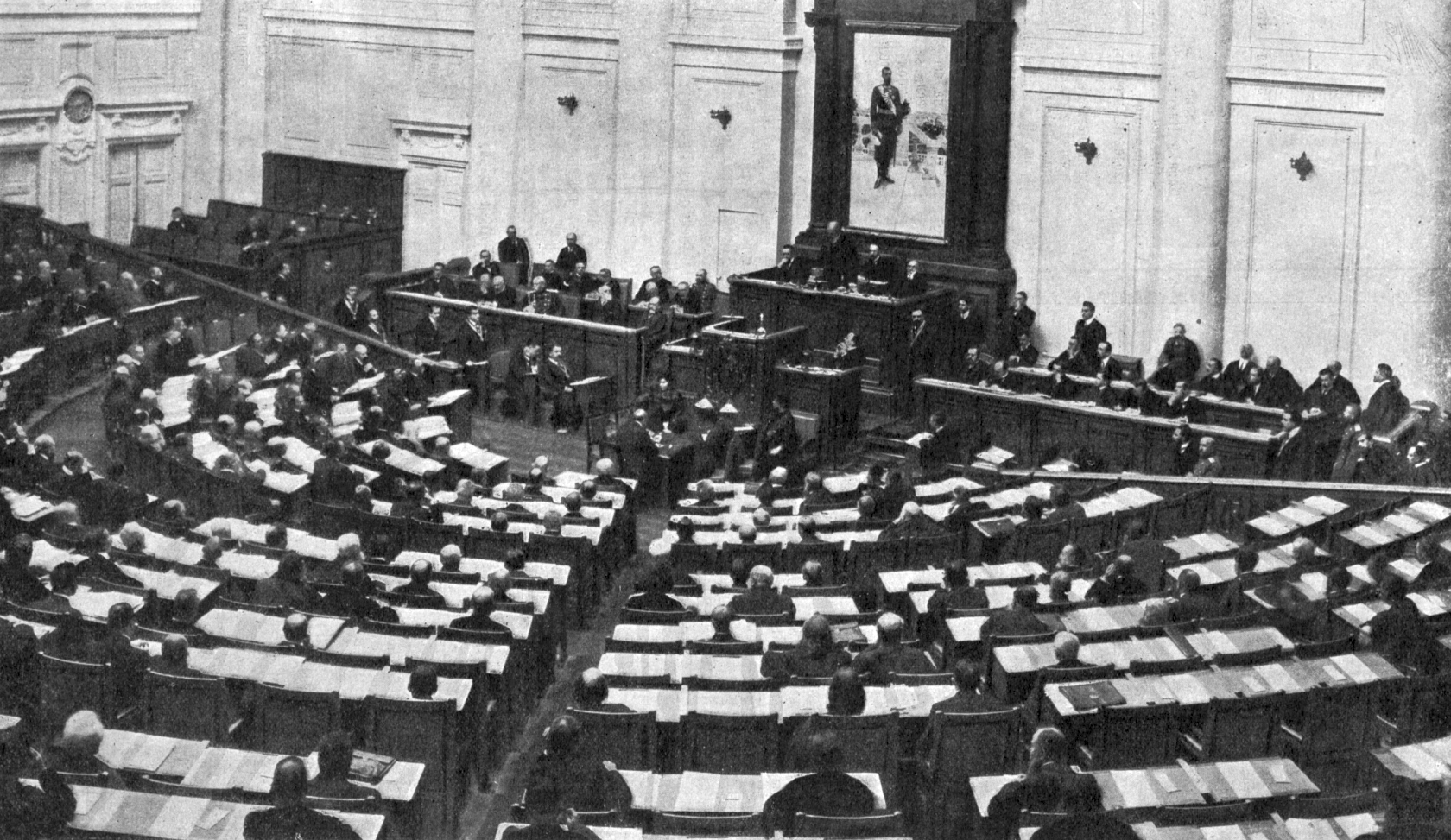
Открытие последней сессии 3-й Государственной Думы.

Государственная Дума избиралась на пять лет. Дума работала с годовыми сессиями, внутри каждой сессии устраивались, как правило, два перерыва, на Рождество и на Пасху. Каждый раз Дума созывалась и распускалась Высочайшими Указами; кроме того, Дума и сама была полномочна устраивать перерывы в своей работе. В марте 1911 года Высочайшим Указом был объявлен дополнительный перерыв, во время которого правительство (на основании статьи 87) ввело в действие Закон о земствах в западных губерниях.
- 1-я сессия продолжалась с 1 (14) ноября по 15 (28) декабря 1907 года, с 9 (22) января по 4 (17) апреля, с 23 апреля (6 мая) по 28 июня (11 июля) 1908 года; состоялось 98 заседаний.
- 2-я сессия продолжалась с 15 (28) октября по 20 декабря 1908 года (2 января 1909), с 21 января (3 февраля) по 20 марта (2 апреля), с 8 (21) апреля по 2 (15) июня 1909 года; состоялось 126 заседаний.
- 3-я сессия продолжалась с 10 (23) октября по 20 декабря 1909 года (2 января 1910), с 21 января (3 февраля) по 9 (22) апреля, с 27 апреля (10 мая) по 17 (30) июня 1910 года; состоялось 131 заседание.
- 4-я сессия продолжалась с 15 (28) октября по 17 (30) декабря 1910 года, с 18 (31) января по 11 (24) марта, с 16 (29) марта по 31 марта (13 апреля) и с 16 (29) апреля по 13 (26) мая 1911 года; состоялось 113 заседаний.
- 5-я сессия продолжалась с 15 (28) октября по 10 (23) декабря 1911 года, с 11 (24) января по 17 (30) марта, с 11 (24) марта по 9 (22) июня 1912 года; состоялось 153 заседания.

## Состав депутатов
Дума по закону состояла из 446 членов, включая 4 членов от Великого Княжества Финляндского, которые так и не были избраны. Учитывая повторные выборы на место выбывших, в Думу было избрано всего 487 депутатов. Депутаты распределились следующим образом:
- по возрасту: до 40 лет — 81 человек, до 50 лет — 166 человек, до 60 лет — 129 человек, до 70 лет — 42 человека, свыше 70 лет — 16 человек.
- по уровню образования: высшее образование имели 230 человек, среднее — 134 человека, низшее — 86 человек, домашнее — 35 человек.
- по роду занятий: 79 крестьян (против 169 во II Думе), 16 ремесленников и рабочих (против 32), 49 священнослужителей (против 20), 133 земских служащих (против 25), 22 частных служащих (против 10), 12 литераторов и публицистов (против 20), 25 чиновников (против 24), 10 профессоров (то же количество), 20 педагогов (против 28), 37 адвокатов (против 33), 36 торговцев и промышленников (против 23), 242 землевладельца (против 57), 2 инженера.
- по сословиям: потомственных дворян — 220, крестьян — 94, духовенства — 46, купцов — 42, казаков — 15, мещан — 12, личных дворян — 9. 46 лиц не указали свою сословную принадлежность.
- по партийной принадлежности: 225 депутатов от правых и октябристов, 52 кадета, 26 депутатов от национальных меньшинств, 14 трудовиков, 14 социал-демократов. Партия октябристов была одной из ведущих. Часть депутатов октябристов объединилась с умеренными правыми, образовав ведущую новую группировку в Думе — Партию русских националистов, которую возглавил Пётр Балашов[3]. Эта группировка стала «законодательным центром» Третьей Думы.

48 депутатов имели чины первых четырёх классов (так называемые «генеральские») (см. Табель о рангах). 23 депутата имели придворные звания (см. Придворные чины Российской империи).
11 депутатов ранее были членами I и II Дум, 10 депутатов — членами I Думы, 45 депутатов — членами II Думы. Незначительное количество бывших членов I Думы объясняется тем, что 167 депутатов, после роспуска I Думы подписавших Выборгское воззвание, были осуждены судом к трёхмесячному тюремному заключению и лишены избирательных прав.

## Распределение депутатов по фракциям
Депутаты избирались персонально, а не по партийным спискам, и имели право свободно переходить из одной фракции в другую, а также составлять новые фракции любой численности. Распределение депутатов по фракциям постоянно изменялось, поэтому здесь приводятся последовательные сведения о средней численности фракций по пяти сессиям Думы.

| Название фракции                                  | Количество депутатов, входивших в фракцию во время заседаний Думы 3-го созыва (для каждой сессии) | Количество депутатов, входивших в фракцию во время заседаний Думы 3-го созыва (для каждой сессии) | Количество депутатов, входивших в фракцию во время заседаний Думы 3-го созыва (для каждой сессии) | Количество депутатов, входивших в фракцию во время заседаний Думы 3-го созыва (для каждой сессии) | Количество депутатов, входивших в фракцию во время заседаний Думы 3-го созыва (для каждой сессии) | Кол-во депутатов, входивших в фракцию в Думе 2-го созыва |
| Название фракции                                  | 1 сессия                                                                                          | 2 сессия                                                                                          | 3 сессия                                                                                          | 4 сессия                                                                                          | 5 сессия                                                                                          | Кол-во депутатов, входивших в фракцию в Думе 2-го созыва |
| ------------------------------------------------- | ------------------------------------------------------------------------------------------------- | ------------------------------------------------------------------------------------------------- | ------------------------------------------------------------------------------------------------- | ------------------------------------------------------------------------------------------------- | ------------------------------------------------------------------------------------------------- | -------------------------------------------------------- |
| Правая фракция                                    | 51                                                                                                | 49                                                                                                | 51                                                                                                | 53                                                                                                | 52                                                                                                | 10                                                       |
| Национальная группа                               | 26                                                                                                | 21                                                                                                | -                                                                                                 | -                                                                                                 | -                                                                                                 |                                                          |
| Фракция умеренно-правых                           | 70                                                                                                | 76                                                                                                | -                                                                                                 | -                                                                                                 | -                                                                                                 |                                                          |
| Русская национальная фракция («националисты»)     | -                                                                                                 | -                                                                                                 | 91                                                                                                | 78                                                                                                | 77                                                                                                |                                                          |
| Фракция независимых националистов                 | -                                                                                                 | -                                                                                                 | -                                                                                                 | 16                                                                                                | 16                                                                                                |                                                          |
| Группа правых октябристов                         | -                                                                                                 | -                                                                                                 | 11                                                                                                | 11                                                                                                | 11                                                                                                |                                                          |
| Фракция Союза 17 октября («октябристы»)           | 154                                                                                               | 141                                                                                               | 123                                                                                               | 122                                                                                               | 121                                                                                               | 44                                                       |
| Польско-литовско-белорусская группа               | 11                                                                                                | 11                                                                                                | 11                                                                                                | 11                                                                                                | 11                                                                                                | 46                                                       |
| Польское коло                                     | 11                                                                                                | 11                                                                                                | 11                                                                                                | 11                                                                                                | 11                                                                                                |                                                          |
| Фракция прогрессистов                             | 28                                                                                                | 36                                                                                                | 39                                                                                                | 39                                                                                                | 37                                                                                                |                                                          |
| Мусульманская группа                              | 8                                                                                                 | 8                                                                                                 | 9                                                                                                 | 9                                                                                                 | 9                                                                                                 | 30                                                       |
| Конституционно-демократическая фракция («кадеты») | 54                                                                                                | 53                                                                                                | 52                                                                                                | 53                                                                                                | 53                                                                                                | 98                                                       |
| Трудовая фракция («трудовики»)                    | 14                                                                                                | 15                                                                                                | 14                                                                                                | 14                                                                                                | 11                                                                                                | 71                                                       |
| Социал-демократическая фракция («эсдеки»)         | 19                                                                                                | 19                                                                                                | 15                                                                                                | 14                                                                                                | 13                                                                                                | 65                                                       |
| Беспартийные                                      | -                                                                                                 | 6                                                                                                 | 17                                                                                                | 15                                                                                                | 23                                                                                                | 50                                                       |

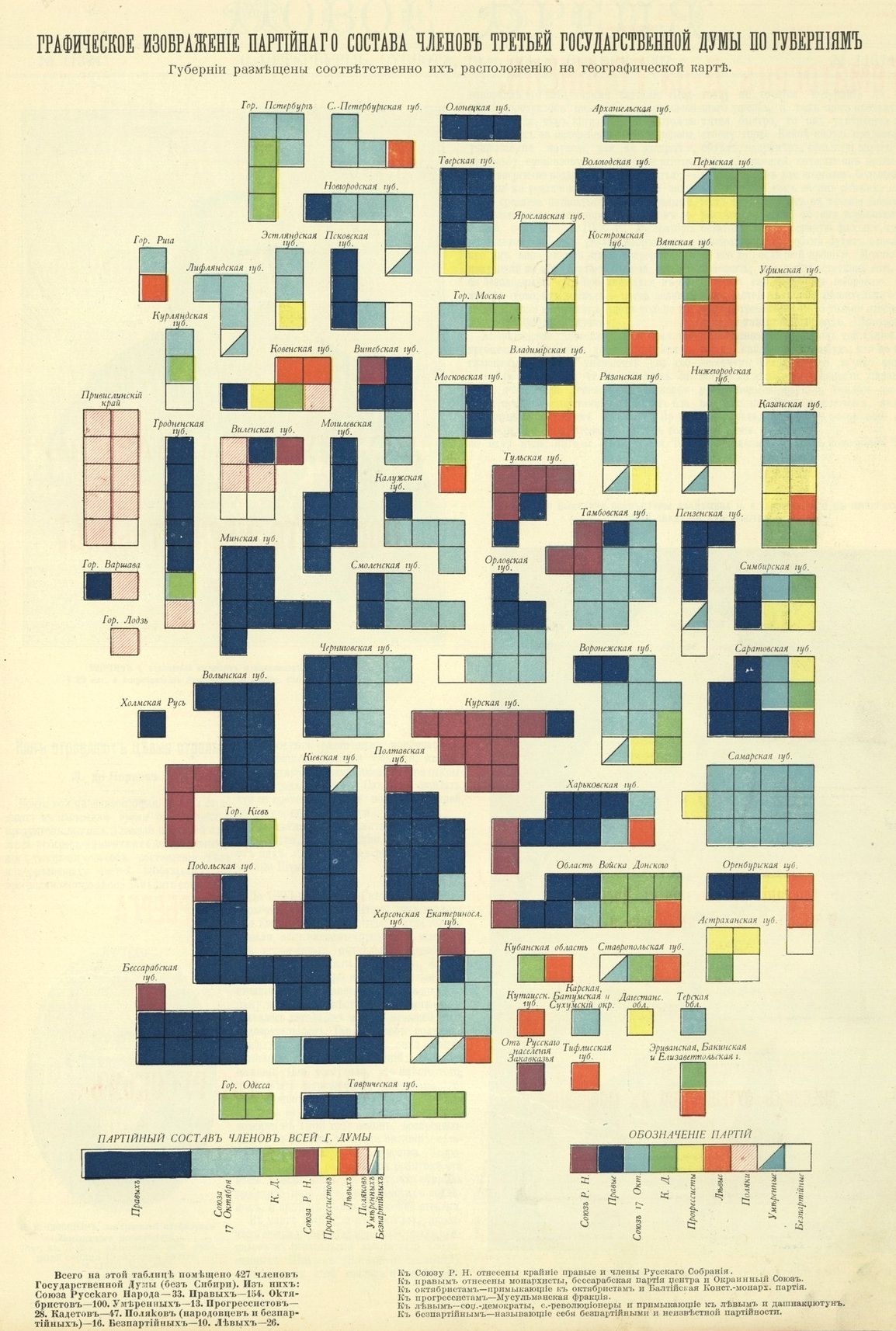
Фракционный состав Думы по губерниям (без Сибири).

По сравнению с Думой 2-го созыва, расклад голосов существенно изменился. Сильно выросло представительство правого крыла и октябристов, уменьшилось представительство кадетов, трудовиков, эсдеков и национальных групп. Выборы бойкотировали эсеры. При требуемом большинстве (около 220 голосов), фракция октябристов практически владела Думой. Объединение в блок октябристов с националистами давала большинство по правительственным законопроектам, с которыми октябристы соглашались; объединение в блок с кадетами и трудовиками давала октябристам большинство по любым инициативам, не устраивавшим правительство.

## Президиум Думы
Деятельностью Думы руководили Председатель и два Товарища председателя, выбираемые на год. Товарищи председателя вели заседания в отсутствие Председателя.
Председателями Думы избирались: Н. А. Хомяков (с 1 ноября 1907 года, отказался от поста 6 марта 1910 года), А. И. Гучков (с 10 марта 1910 года, отказался от поста 20 июня 1910 года, 29 октября 1910 года выбран вторично, отказался от поста 15 марта 1911 года), М. В. Родзянко (с 22 марта 1911 года до закрытия Думы, впоследствии был Председателем Думы IV созыва).
Товарищами Председателя Думы избирались: барон А. Ф. Мейендорф (с 5 октября 1907 года, отказался от поста 1 февраля 1908 года, вторично избран 8 февраля 1908 года, не переизбран 30 октября 1909 года), князь В. М. Волконский (с 5 октября 1907 года до закрытия Думы), С. И. Шидловский (с 30 октября 1909 года, не переизбран 29 октября 1910 года), М. Я. Капустин (с 29 октября 1910 года до закрытия Думы). Из всех этих лиц князь В. М. Волконский принадлежал к фракции умеренно правых, а все остальные были октябристами.
Секретарём Думы на всё время её работы был избран И. П. Созонович (правый).
Председатель Думы, Товарищи председателя, Секретарь Думы и его старший Товарищ образовывали Совещание Думы, полномочия которого были ограничены хозяйственными вопросами и управлением персоналом Думы.

## Организация работы Думы

### Таврический дворец[7]
Государственная Дума размещалась в Санкт-Петербурге, в Таврическом дворце, историческом здании XVIII века. Для удобства размещения Думы дворец был подвергнут различным перестройкам, в частности, большой зал был переделан под зал заседаний, с расположением мест амфитеатром. Размещение фракций в зале и дало название правым и левым. Публика допускалась в зал Думы по особым именным пропускам, которые следовало заказывать за день до заседания, и располагалась на балконе зала. Журналисты размещались в особых ложах по обе стороны от президиума, в разные годы для них отводилось от 66 до 88 мест. По правую руку от председательствующего в президиуме находились места для министров, по левую руку — для членов Госсовета. Для дипломатов и для сенаторов предназначались отдельные ложи на балконе.
Члены Президиума располагали индивидуальными кабинетами, для всех прочих депутатов было отведено по одной комнате на фракцию. Для комиссий, в зависимости от их размера и важности, также были отведены отдельные или общие комнаты. В здании Думы находились почтово-телеграфное отделение, сберегательная касса, отделение телеграфного агентства, обширная библиотека, ресторан, парикмахерская, врачебный кабинет. Для отдельного от депутатов размещения представителей правительства к зданию был пристроен особый Министерский павильон, обслуживавшийся постоянным штатом чиновников МВД.

### Распорядок работы Думы
Распорядок работы думы определялся Наказом Думы, представлявшим собой внутренний документ Думы и не имевшим силы закона.
Предварительное обсуждение всех поступающих в Думу законопроектов и законодательных предположений, выдвинутых членами Думы, в обязательном порядке производилось в комиссиях.
Дума за время своей работы образовала 7 постоянных комиссий (распорядительная, финансовая, бюджетная, по исполнению государственной росписи доходов и расходов, редакционная, библиотечная, по разбору поступающей в Думу корреспонденции) и 38 временных комиссий. Часть временных комиссий была важными (по государственной обороне, по народному образованию, по судебным реформам, о торговле и промышленности), и действовала, несмотря на своё название, постоянно; другая часть временных комиссий действительно выполняла разовые задачи (по выработке проекта всеподданнейшего адреса Государю Императору и т. п.). Комиссии, по соглашению всех фракций, формировались таким образом, чтобы представительство в каждой комиссии правых, левых фракций и центра примерно соответствовало таковому в Думе в целом. Исключением явилась комиссия по государственной обороне, в которую не были допущены представители оппозиции.
Комиссии работали активно и тратили на обсуждение важных законопроектов столь много времени, что это становилось причиной многолетних затяжек. К примеру, законопроект о волостном управлении обсуждался на 19 заседаниях комиссии по местному самоуправлению и на 60 заседаниях особой подкомиссии, что заняло более трёх лет.
По результатам обсуждения законопроекта комиссия назначала особого докладчика, который представлял заключение комиссии общему собранию Думы. Законопроект обсуждался три раза, с перерывами между обсуждениями не менее трёх дней; первый раз в целом, второй и третий — по отдельным статьям. Для законопроектов, признаваемых спешными, второе и третье чтение могли совмещаться. При втором чтении допускалось внесение в законопроект поправок.
Медленный порядок обсуждения законопроектов приводил к скоплению рассмотренных комиссиями и непринятых законопроектов, и в мае 1911 года, перед закрытием 4-й сессии, Дума была вынуждена принять до 120 законов в последний день (разумеется, это были малозначимые законопроекты).
Голосование проводилось вставанием, а если были сомнения в правильности подсчёта — разделением (голосующие за и против выходили в разные двери).
Дума была лишена права принимать какие-либо постановления и заявления не законодательного характера, то есть не могла официально выражать своё суждение ни в какой форме, кроме законов. Это ограничение было остроумно обойдено изобретением так называемых «формул перехода». Закончив обсуждение какого-либо вопроса, Дума постановляла: «Находя что …(изложение проблемы)…, Дума выражает пожелание, чтобы Министр Внутренних Дел …. (изложение пожелания)…, и переходит к очередным делам». Так как формулы перехода по существу были постановлениями Думы, адресованными правительству, их содержание зачастую привлекало к себе большое внимание.

### Сеньорен-конвент
Первично предполагалось, что распределением поступающих законопроектов в комиссии и назначением порядка обсуждения докладов комиссий в общем собрании будет заниматься само общее собрание. Такой порядок оказался исключительно неудобным, распорядительные вопросы занимали всё время заседаний Думы. Например, по вопросу о направлению в комиссию законопроекта по всеобщему обучении для выступления записались 68 ораторов.
Для решения распорядительных вопросов было создано Совещание представителей фракций и групп (так называемый Сеньорен-конвент или Совет старейшин). Крупные фракции были представлены в нём двумя депутатами, мелкие — одним. Сеньорен-конвент действовал неформально, решения принимались на основе консенсуса; всего состоялось 48 заседаний.

### Служащие Думы
При Думе действовала Канцелярия, руководимая выборным Секретарём Думы. Первично сотрудники Канцелярии были вольнонаёмными и не имели прав государственной службы, что составляло большой контраст с Государственной Канцелярией (канцелярией верхней палаты, Государственного Совета), исключительно престижным государственным учреждением. В видах привлечения более квалифицированного персонала Думой были разработаны и 1 июня 1908 года утверждены штаты Канцелярии, давшие ответственным служащим права государственных чиновников.
Канцелярия состояла из трёх отделов: Отдела общего собрания и общих дел (начальник Я. В. Глинка), Законодательного отдела (начальник В. П. Шеин), Финансового отдела (начальник В. Н. Маевский). В Канцелярии служило 226 человек, из которых 114 было чиновниками, а 112 — вольнонаёмными писцами и стенографами. В отличие от Думы Канцелярия работала круглогодично, в перерывах между сессиями обрабатывая документы и составляя подробные отчёты о проделанной работе. Служащие Канцелярии были беспартийными, Канцелярия не распускалась при роспуске Думы.
Поддержанием порядка в зале заседаний, выдачей пропусков и подсчётом голосов при согласовании занимались пристав Думы и его 11 помощников.

### Расходы на содержание Думы
Расходы на содержание Думы составили: за 1908 год — 2 440 245 рублей, за 1909 год — 2 675 584 рублей, за 1910 год — 2 913 768 рублей, за 1911 год — 2 691 818 рублей. Из этой суммы непосредственно на содержание членов Думы тратилось от 1 749 000 до 1 942 000 рублей.
Содержание, получаемое членом Государственной Думы, составляло 4200 рублей в год. Те члены, которые участвовали в работе комиссий в перерывах между сессиями, получали дополнительных 10 рублей за день работы.
Члены Президиума Думы не получали добавочного вознаграждения, хотя и имели массу дополнительных обязанностей. Во время первой сессии Думы распорядительная комиссия выработала предложение, которым членам Президиума Думы назначалось дополнительное содержание (Председателю полагалось 18 000 рублей в год). Председатель Н. А. Хомяков посчитал невозможным неравенство членов Думы и, от себя и от лица товарищей председателя, отказался от предложения; более вопрос не поднимался.
Содержание в размере 4200 рублей в год соответствовало среднему размеру содержания действительного статского советника (чин IV класса). Профессор или директор гимназии в этом чине получали чуть меньше (3200-3500 рублей), вице-губернатор — больше (6000 рублей). Получаемое содержание казалось огромным депутатам-крестьянам и рабочим (их обычный доход составлял 200—300 рублей в год), для лиц интеллигентных профессий такой доход был нормальным и не более чем компенсировал расходы на проживание в Санкт-Петербурге.

## Законодательные права Думы
Дума III созыва действовала на основании Учреждения Государственной Думы 1908 года. Законопроекты вносились в Думу министрами, либо Государственным Советом, либо собственными комиссиями Думы. Законопроекты, принятые Думой, передавались в Государственный Совет (Госсовет). Если Госсовет также принимал законопроект, он передавался на Высочайшее утверждение, после которого превращался в закон. Госсовет мог также либо отклонить законопроект, либо передать его в совместную согласительную комиссию. Если комиссия вырабатывала новый вариант законопроекта, вся процедура его принятия повторялась ещё раз с самого начала. Законопроекты, разработанные Думой или Госсоветом и не утверждённые царём, могли приниматься повторно только в следующей сессии. Законопроекты, отклонённые Думой или Госсоветом, могли вноситься в Думу вторично в любое время.
Дума не имела права изменять Основные Государственные Законы. Ведению Думы подлежали:
- предметы, требующие издания законов и штатов, а также их изменения, дополнения, приостановления действия или отмены;
- государственная роспись доходов и расходов;
- отчёт Государственного Контроля по исполнению государственной росписи;
- дела об отчуждении части государственных доходов и имуществ, требующем Высочайшего соизволения;
- дела о постройке железных дорог непосредственно распоряжением казны и за её счёт;
- дела об учреждении компаний на акциях, когда при том испрашиваются изъятия из действующих законов;
- сметы и раскладки земских повинностей в местностях, где не введены земские учреждения.

Кроме того, Дума имела право обращения к министрам с запросами по поводу незакономерных действий, а также за разъяснениями относительно рассматриваемых ею дел.

## Деятельность Думы

### Законодательная деятельность
В III Думу ведомствами был внесён 2571 законопроект. Из них 106 было отозвано самими же ведомствами, 79 отклонено Думой, 215 не рассмотрено, 2346 принято. Из принятых 31 законопроект был отклонён Госсоветом, 26 возвращены в Думу, 94 переданы в согласительные комиссии Думы и Госсовета. 2197 законопроектов были утверждены царём и стали законами. Только два законопроекта, принятые Думой и Госсоветом (о восстановлении в гражданских правах расстриженных православных священников и о штатах Морского генерального штаба) не получили Высочайшего утверждения.

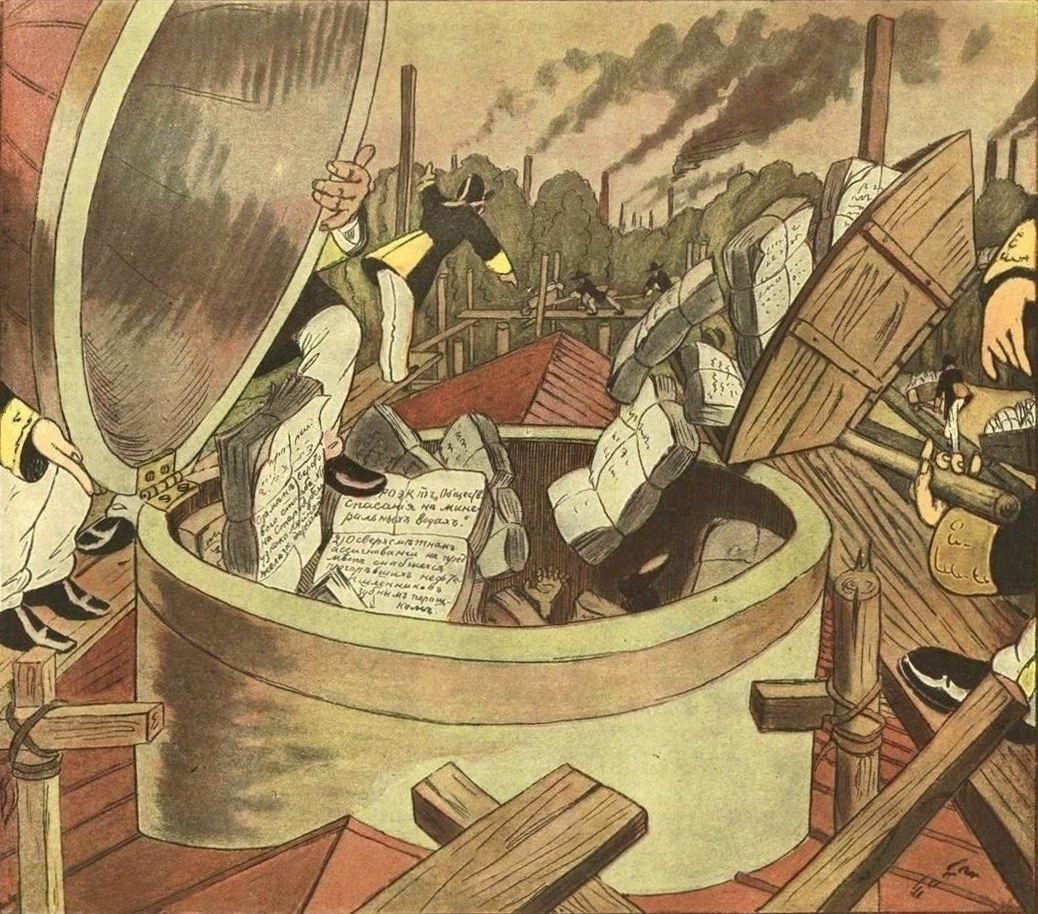
«Работа в разгаре! Чтобы всыпать все министерские законопроекты, решено снять купол Таврического дворца»

Большое количество законов, проходивших через Думу, не служит показателем активной законотворческой деятельности. Не менее 95 % этих законопроектов представляло собой так называемую «законодательную вермишель», то есть были посвящены коррекции каких-либо смет на незначительные суммы (отдельные законопроекты посвящены даже ассигнованию сумм менее 10 000 рублей), созданию небольшого количества ставок должностей (некоторые законопроекты посвящены созданию одного рабочего места); современные парламенты, в том числе и российский, столь мелкие предметы не рассматривают. Базовым дефектом Основных Законов было отнесение к сфере полномочий Думы всех штатов; после этого любое изменение штатного расписания любого учреждения должно было превращаться в закон. Заваливание парламента маловажными законопроектами было эффективным средством, которым правительство пользовалось для нейтрализации Думы. Расчёт на то, что задавленные текущей работой по мелким законам депутаты умерят собственные законодательные инициативы, в целом оправдался.
Немногочисленные существенные законопроекты служили предметом длительного обсуждения в комиссиях и заседаниях Думы, межфракционных дискуссий, рассматривались и принимались долго. После этого законопроекты попадали в Госсовет, откуда они, как правило, направлялись в согласительные комиссии, после чего вся процедура принятия начиналась снова. В результате, политически важные законы в III Думе и Государственном Совете застревали.
Дума имела своё сильное средство продемонстрировать правительству неодобрение — не рассматривать законопроект вовсе без всяких объяснений, или же затягивать рассмотрение на годы. Эти затяжки применялись более всего к важным и спорным законопроектам.
Руководившие Думой октябристы не желали повторить путь первых двух Дум и боялись роспуска; для поднятия репутации Думы как конструктивно настроенного учреждения пытались предупреждать крупные скандалы и любыми путями избегали внесения на рассмотрение общего собрания таких законопроектов, которые заведомо бы вызвали безобразные сцены между ультраправыми и левыми депутатами (все законопроекты, посвящённые личным правам и свободам, религиозному равноправию, облегчению положения евреев).
Взаимодействие с Государственным Советом было налажено плохо, совместные согласительные комиссии работали медленно и с малыми результатами; возвращение законопроекта Госсоветом на практике означало его гибель либо многолетние задержки. Многие законопроекты, внесённые в период активной деятельности П. А. Столыпина, лежали в Думе без движения до его смерти, а последующие премьер-министры уже не имели заинтересованности в их активном продвижении.
Примером значимых политических инициатив, отклонённых Думой либо Госсоветом, либо же принятых с большим опозданием, являются следующие законопроекты столыпинского периода:
- о подоходном налоге; был внесён во II Думу в 1907 году; ни II, ни III Думы не рассмотрели его вообще; закон был принят в 1916 году и вводился в действие с 1917 года; никакого подоходного налога до Февральской революции собрать не успели;
- о религиозных общинах и религиозных обществах; внесён в 1907 году во II Думу, ею не рассмотрен, всё время работы III Думы находился в комиссии и ею не утверждён;
- об изменении законоположений о переходе из одного исповедания в другое; внесён во II Думу, принят III Думой, отклонён Госсоветом и навсегда застрял в согласительной комиссии;
- положение о неприкосновенности личности, жилища и тайны корреспонденции; внесено в 1907 году во II Думу, III Думой не рассматривалось, в IV Думе застряло в комиссии;
- о преобразовании местного суда; внесён во II Думу в 1907 году, вначале отклонённый Госсоветом, попал на принятие по второму кругу; утверждён в июне 1912 года;
- об условном осуждении; внесён в ноябре 1907 года, отклонён Госсоветом в апреле 1910 года;
- положение о волостном управлении; внесено во II Думу в феврале 1907 года, одобрено III Думой в мае 1911 года, обсуждалось Госсоветом только в мае 1914 года, отклонено;
- о землеустройстве; внесён в ноябре 1907 года, принят Думой в феврале 1910 года, отклонён Госсоветом и попал на второй круг, стал законом только в мае 1911 года;
- об обеспечении рабочих на случай болезни; внесён в марте 1908 года, принят в марте 1912 года, отклонён Госсоветом и попал на второй круг, стал законом только в июне 1912 года;
- о введении всеобщего начального обучения; внесён в ноябре 1907 года, принят Думой в марте 1911 года, отклонён Госсоветом, согласительная комиссия не добилась результата;
- о праве застройки; внесён в октябре 1908 года, в результате попадания в согласительную комиссию застрял и утверждён только в июне 1912 года;
- о городских общественных банках; внесено в апреле 1909, в результате попадания в согласительную комиссию застряло и утверждено только в январе 1912 года.

Основные Законы давали Думе право законодательной инициативы, однако негласное правило, установленное правительством, состояло в том, что ни один хоть немного оппозиционный закон, принятый Думой по собственной инициативе, не будет утверждён царём. Депутаты Думы внесли 202 законодательных предположения, но только 36 из них стало законами; они были либо переданы в комиссии «в качестве материала» (таким путём стали законами 8 законопроектов), либо дело окончилось постановлением, которым Дума просила профильное министерство принять на себя выработку законопроекта на основании данного предположения (так было разработано и принято 28 законопроектов). Исключением из согласованного порядка действий послужили 2 закона, принятых Думой и Госсоветом и отклонённых монархом:
- Об отпуске средств на содержание Морского Генерального Штаба (Дума отпустила средства, но при этом занялась обсуждением штатов военного учреждения, что правительство считало недопустимым; средства были ассигнованы из неподконтрольных Думе фондов);
- Об отмене ограничений политических и гражданских, связанных с лишением или добровольным снятием духовного сана или звания (это и была единственная собственная инициатива законодательных учреждений против желания правительства).

### Депутатские запросы
Закон дозволял Думе делать запросы министрам и главноуправляющим ведомств, и только для объяснения тех действий, «кои представляются незакономерными». Запросы предлагались на обсуждение их инициаторами, после чего они должны были быть приняты общим собранием.
Министры были обязаны объясняться лично, в крайних случаях присылая товарищей министра. Ни запросы, ни объяснения министров по запросам не вызывали никаких юридических последствий, но были очень важны для парламентариев. Это был единственный способ заставить министров, нахождение которых в должности не зависело от Думы, почувствовать себя ответственными перед парламентской властью. Принятие предлагаемых запросов общим собранием, вынесение так называемых «формул перехода» по окончании обсуждения часто превращались в самые горячие моменты деятельности Думы.
Чаще всего запросы производила левая оппозиция. Из 157 заявлений о запросах 46 сделали социал-демократы. Члены правительства давали в Думе объяснения 54 раза (чуть чаще, чем раз в месяц). Правительство действовало по ситуации: когда было понятно, что отвечать, объяснения давались немедленно; в противном случае, объяснения откладывались на годы; по 60 запросам Дума не дождалась ответов.

## Кризис, вызванный принятием закона о земстве в западных губерниях[8]
20 января 1910 года министр внутренних дел П. А. Столыпин внёс в Думу законопроект «О распространении действия Положения о земских учреждениях на Витебскую, Волынскую, Киевскую, Минскую, Могилёвскую и Подольскую губернии».
Положение 1890 года распространялось на западные губернии с изменениями, состоявшими в том, что земские гласные разделялись на два отделения и выбирались двумя избирательными съездами. В части местностей первый съезд состоял из лиц русского происхождения, второй из всех прочих; в другой части местностей первый съезд состоял из всех лиц не-польского происхождения, а второй — из поляков. Закон устанавливал обязательное большинство лиц русского или не-польского происхождения в земских собраниях. Имущественный ценз для участников первых (русских) избирательных съездов был выше. Компромиссный закон не удовлетворял левые партии и поляков, которых он дискриминировал; не удовлетворял правые партии, враждебно относившиеся к увеличению количества земских губерний.
Дума, обсудив закон на 13 заседаниях, приняла его 1 июня 1910 года. Государственный Совет, под влиянием своего правого крыла, оттягивал рассмотрение закона, а 11 марта 1911 года отклонил его. При обсуждении правая фракция Госсовета парадоксально заняла левые позиции, считая, что ущемление прав поляков их озлобит и тем навредит государственным интересам. Как только по ходу обсуждения в Госсовете стало понятно, что закон принят не будет, Столыпин, усматривавший в этом только личные интриги членов Госсовета, обратился к Николаю II с просьбой об отставке, объясняя это невозможностью работать в обстановке саботажа со стороны законодательных учреждений; царь просьбу не принял и удовлетворил условие Столыпина о немедленном принятии закона, объявив перерыв в работе Думы с 12 по 15 марта. После этого закон был принят по статье 87 Основных Государственных Законов. Это воспринималось как издевательство над Думой, так как статья была по духу закона предназначена для неотложных ситуации в период между роспуском одной Думы и созывом другой, или же в период нахождения Думы на летних каникулах. Закон же шёл в порядке плановой законодательной работы, Думой был рассмотрен и принят без задержек. Председатель думы А. И. Гучков в знак протеста отказался от своего звания, и на его место был избран М. В. Родзянко. Уже действовавший закон был внесён, как и требовали Основные законы, в Думу сразу же после возобновления её деятельности, и в знак протеста Думой не рассматривался (это ничего не значило, так как и принятие, и отказ от рассмотрения одинаково означал, что закон продолжает действовать).

## Известные личности в составе Думы
Фракция правых:
- граф Алексей Бобринский — председатель Совета объединённого дворянства, известный археолог, впоследствии Министр земледелия;
- Николай Марков (Марков Второй) — известный антисемит, сотрудничавший впоследствии с немецкими нацистами;
- Митрофан (Краснопольский) — епископ, будущий священномученик (расстрелян ЧК в 1919 году);
- Владимир Пуришкевич участник убийства Распутина;
- Василий Шульгин, эмигрантский деятель монархического толка, попавший в советскую тюрьму в 1944 году и навсегда оставшийся в СССР, автор ярких воспоминаний.

Русская национальная фракция:
- П. Н. Балашов — лидер консервативной партии Всероссийский национальный союз;
- Евлогий (Георгиевский) — епископ, инициатор создания Холмской губернии, в дальнейшем известнейший эмигрантский православный деятель;
- граф В. А. Бобринский — один из лидеров Всероссийского национального союза.

Фракция октябристов:
- В. К. фон Анреп — известный физиолог и фармаколог;
- А. И. Гучков — лидер фракции, Председатель Думы, впоследствии деятель Комиссии по государственной обороне и военный министр Временного правительства;
- Е. П. Ковалевский — инициатор закона о всеобщем образовании;
- В. Н. Львов — будущий участник инцидента с генералом Корниловым;
- А. Д. Протопопов — последний (и крайне малопопулярный) царский министр внутренних дел;
- М. В. Родзянко — Председатель двух последних Дум, активно участвовавший в убеждении Николая II отречься от престола .

Фракция кадетов:
- Ф. А. Головин — председатель II Думы;
- Н. Н. Кутлер — бывший Главноуправляющий землеустройством и земледелием, автор проекта национализации помещичьих земель;
- В. А. Маклаков — перебежчик из правительства в оппозицию, либеральный адвокат и популярнейший оратор;
- П. Н. Милюков — историк, лидер партии, автор знаменитого вопроса «Глупость или измена?», будущий министр иностранных дел Временного правительства
- Ф. И. Родичев — известнейший думский оратор (изобретатель выражения «столыпинский галстук»);
- А. И. Шингарёв — будущий министр земледелия Временного правительства, зверски убитый матросами в 1918 году.

Фракция трудовиков
- А. А. Булат — активный лидер фракции.

Мусульманская фракция
- С. Н. Максудов — (в дальнейшем турецкий политик Садри Максуди).

Польское коло
- В. Ф. Грабский — будущий премьер-министр Польши.

Фракция социал-демократов:
- Е. П. Гегечкори;
- Н. С. Чхеидзе — меньшевик, будущий политический деятель независимой Грузии.

Группы депутатов по избирательным округам
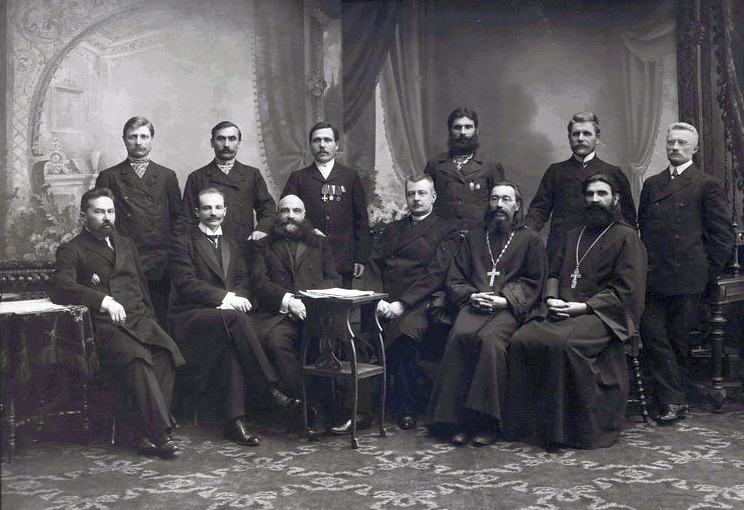
Волынская губерния
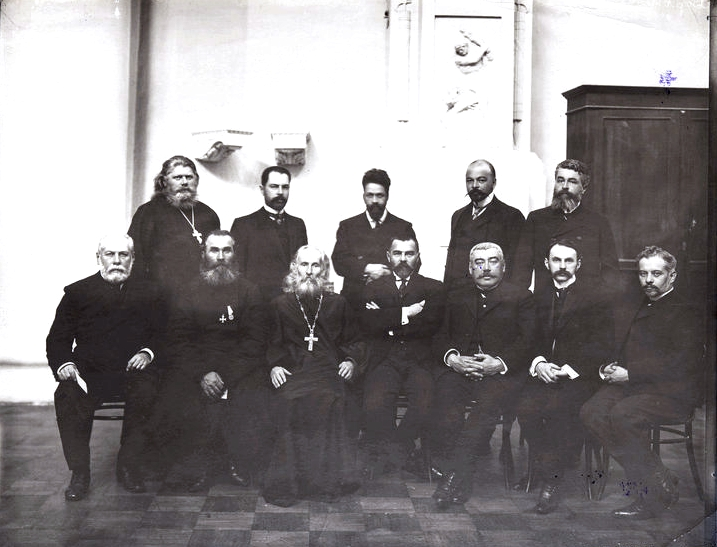
Воронежская губерния
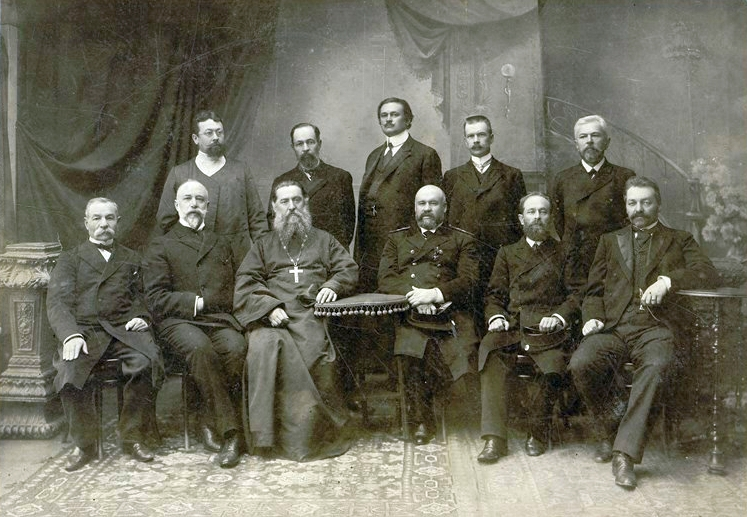
Курская губерния
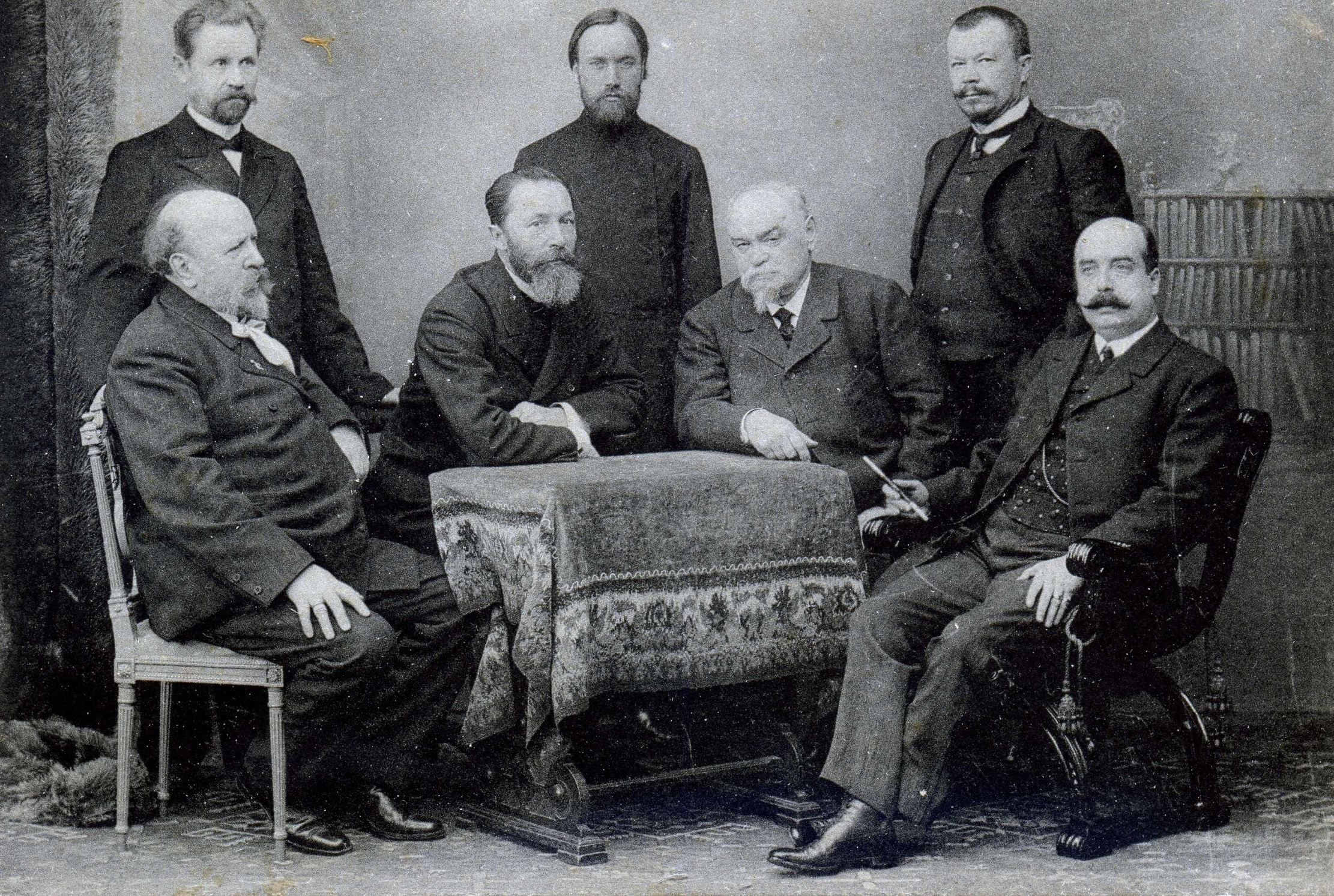
Нижегородская губерния
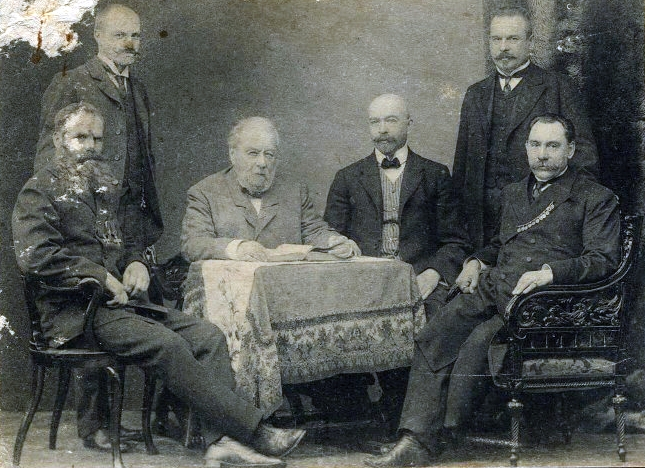
Новгородская губерния
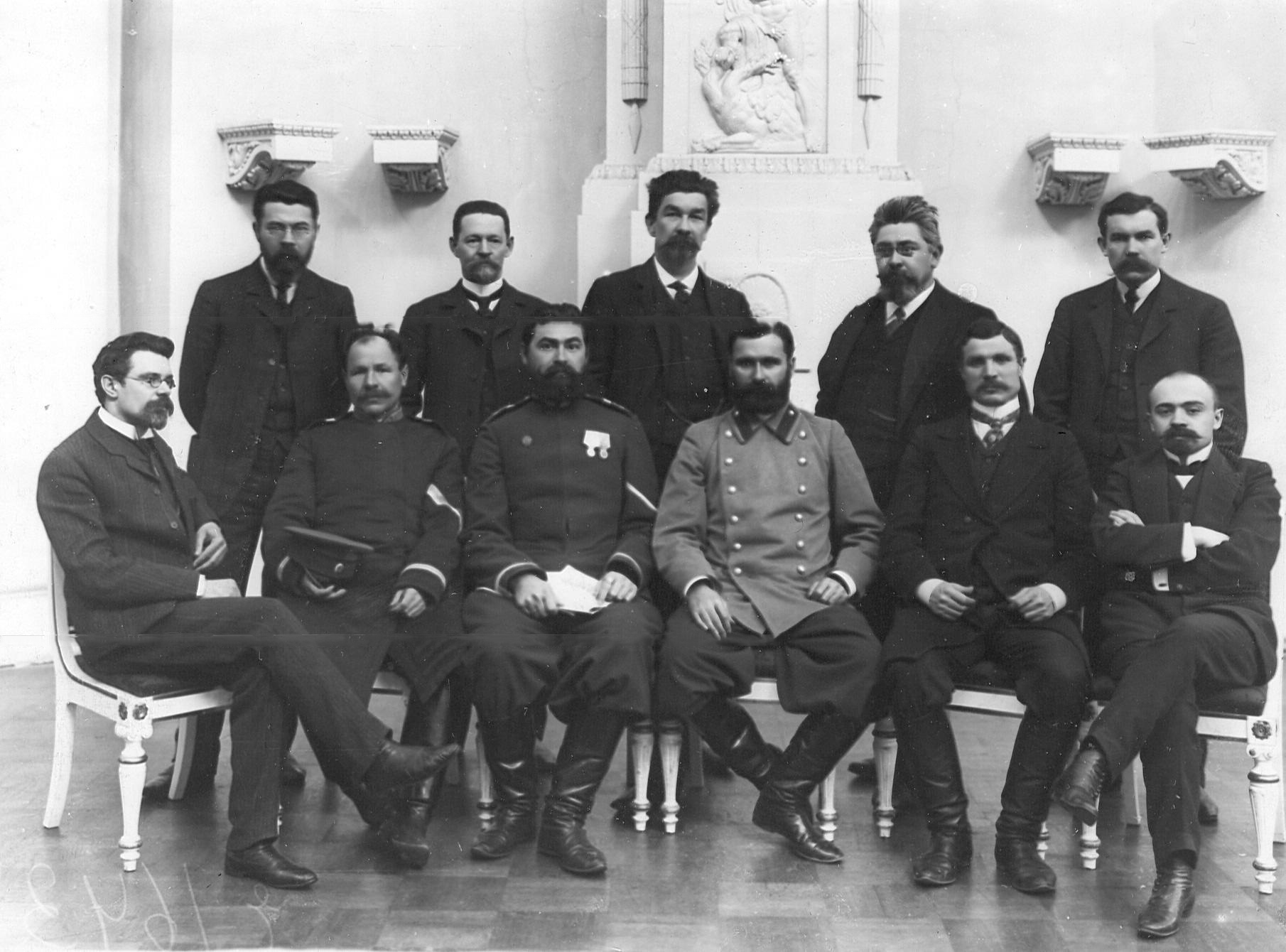
Область войска Донского
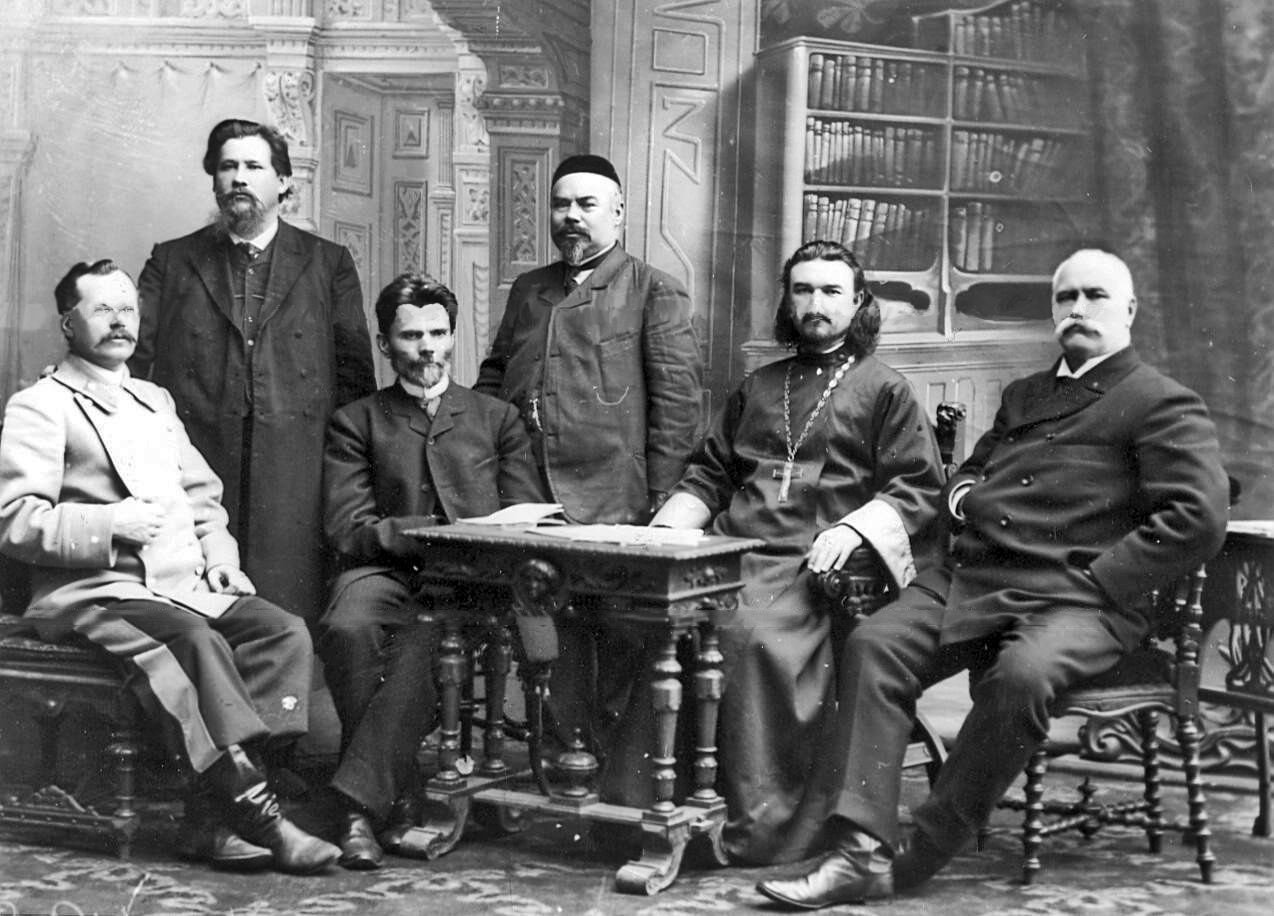
Оренбургская губерния
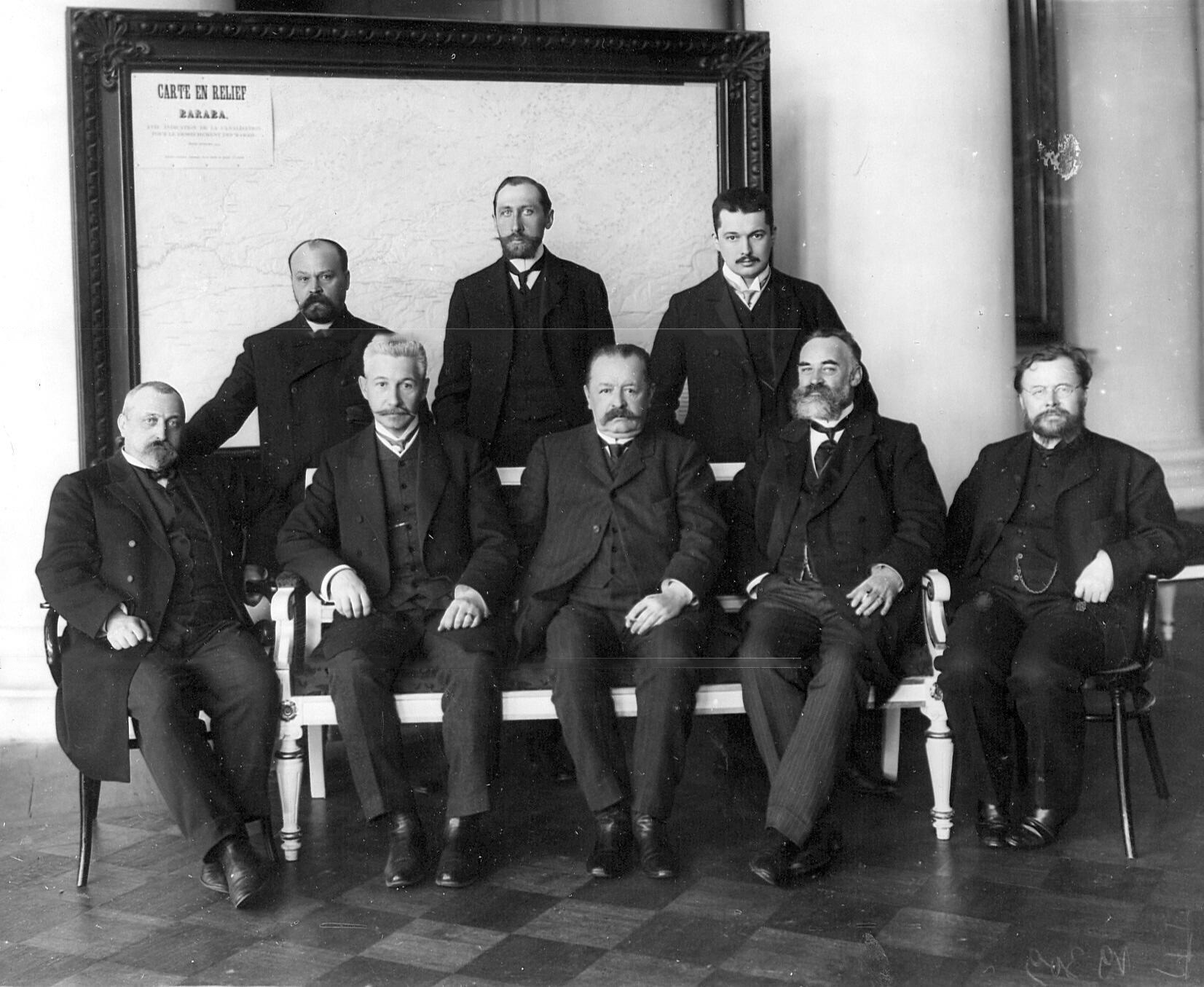
Орловская губерния
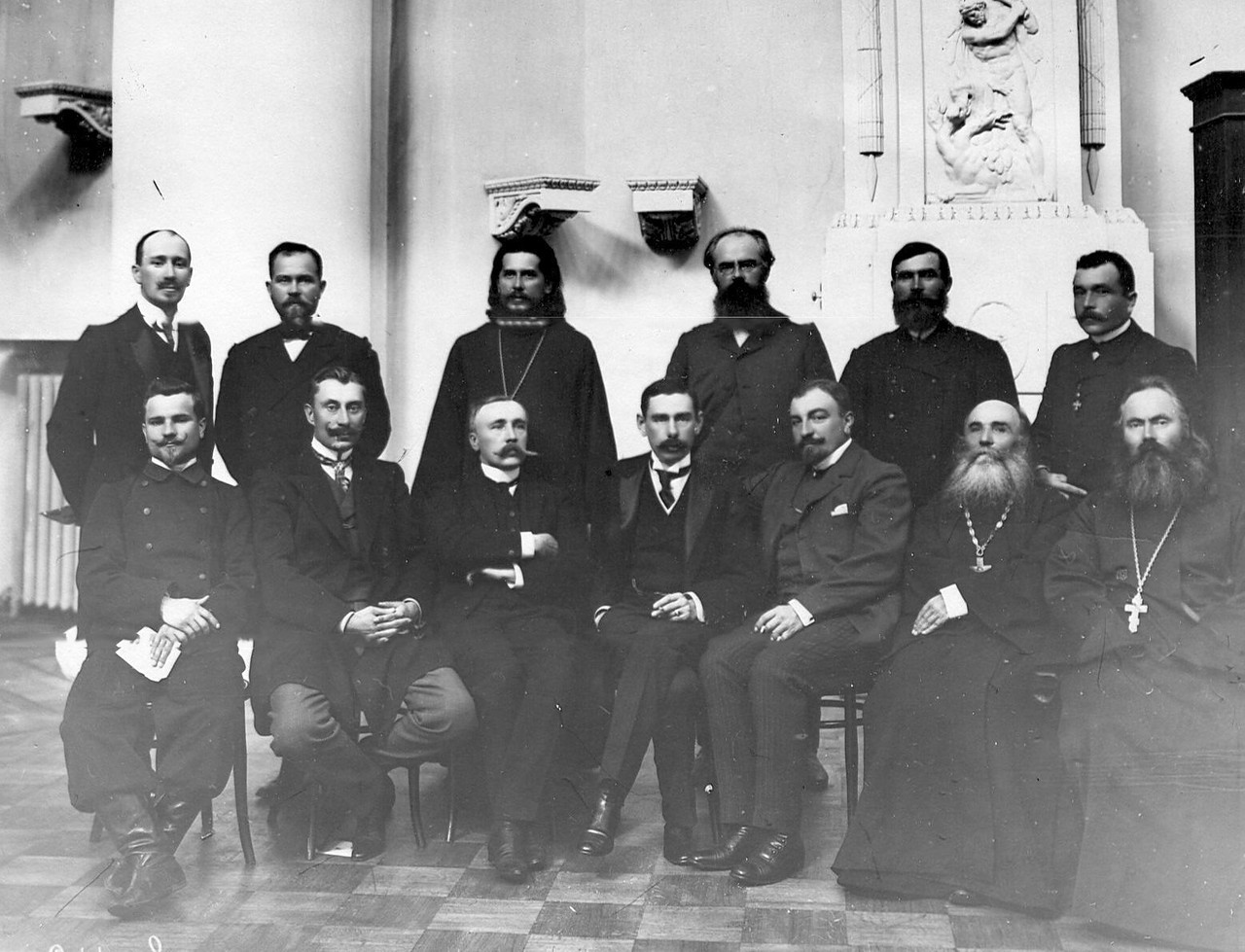
Подольская губерния
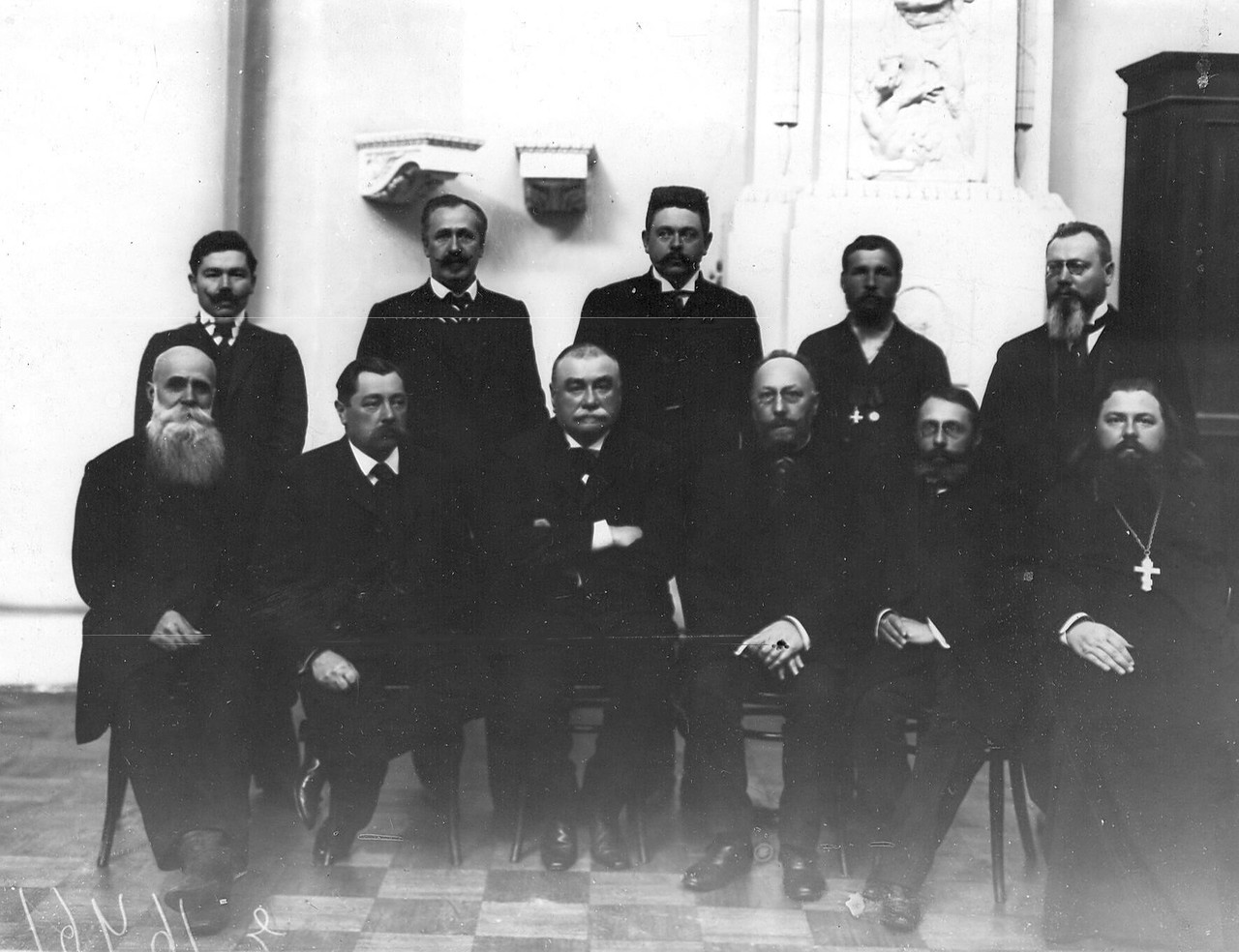
Полтавская губерния
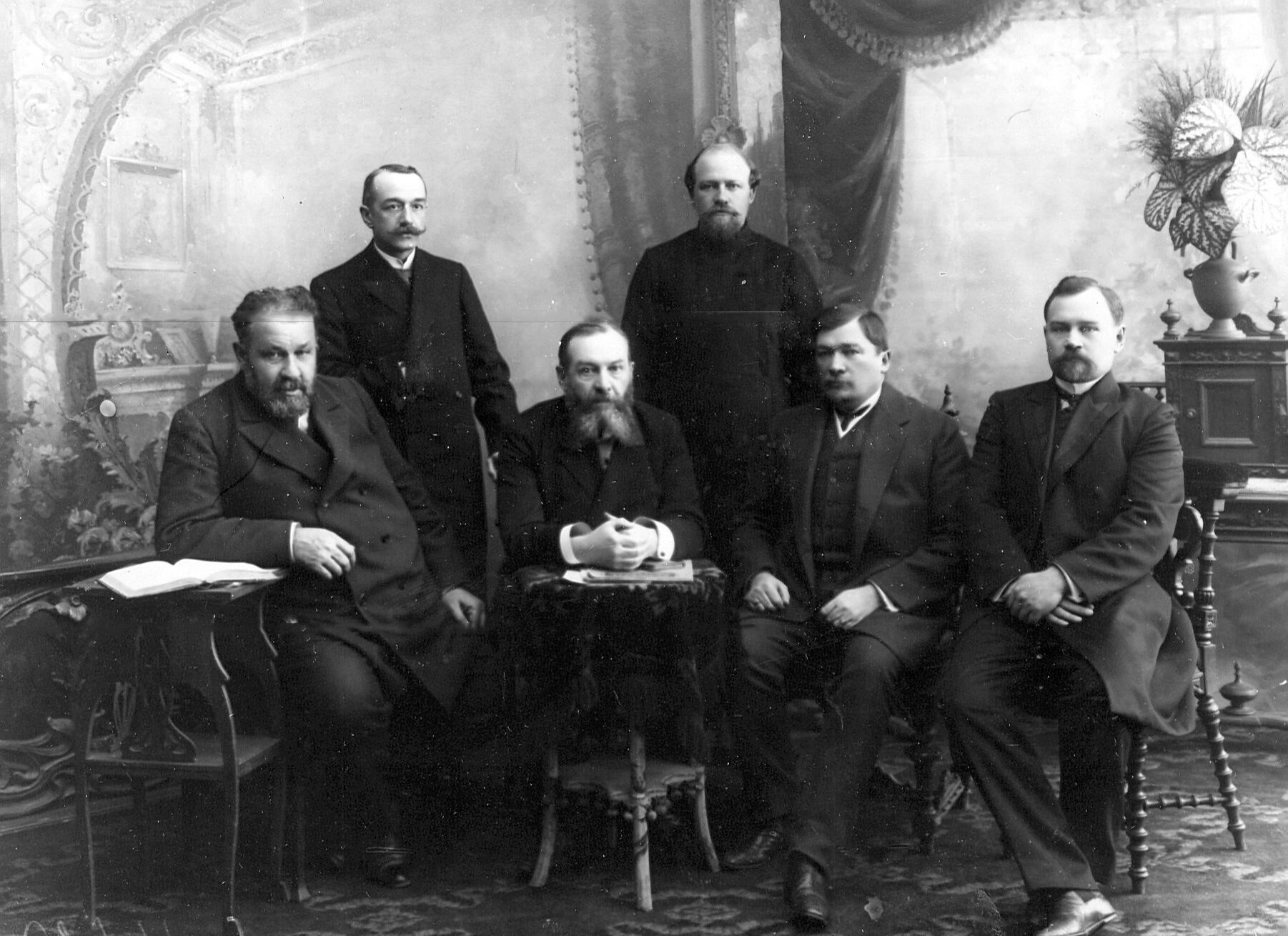
Симбирская губерния
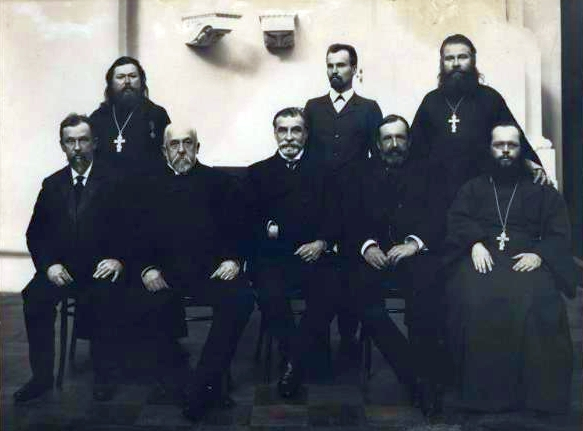
Тверская губерния
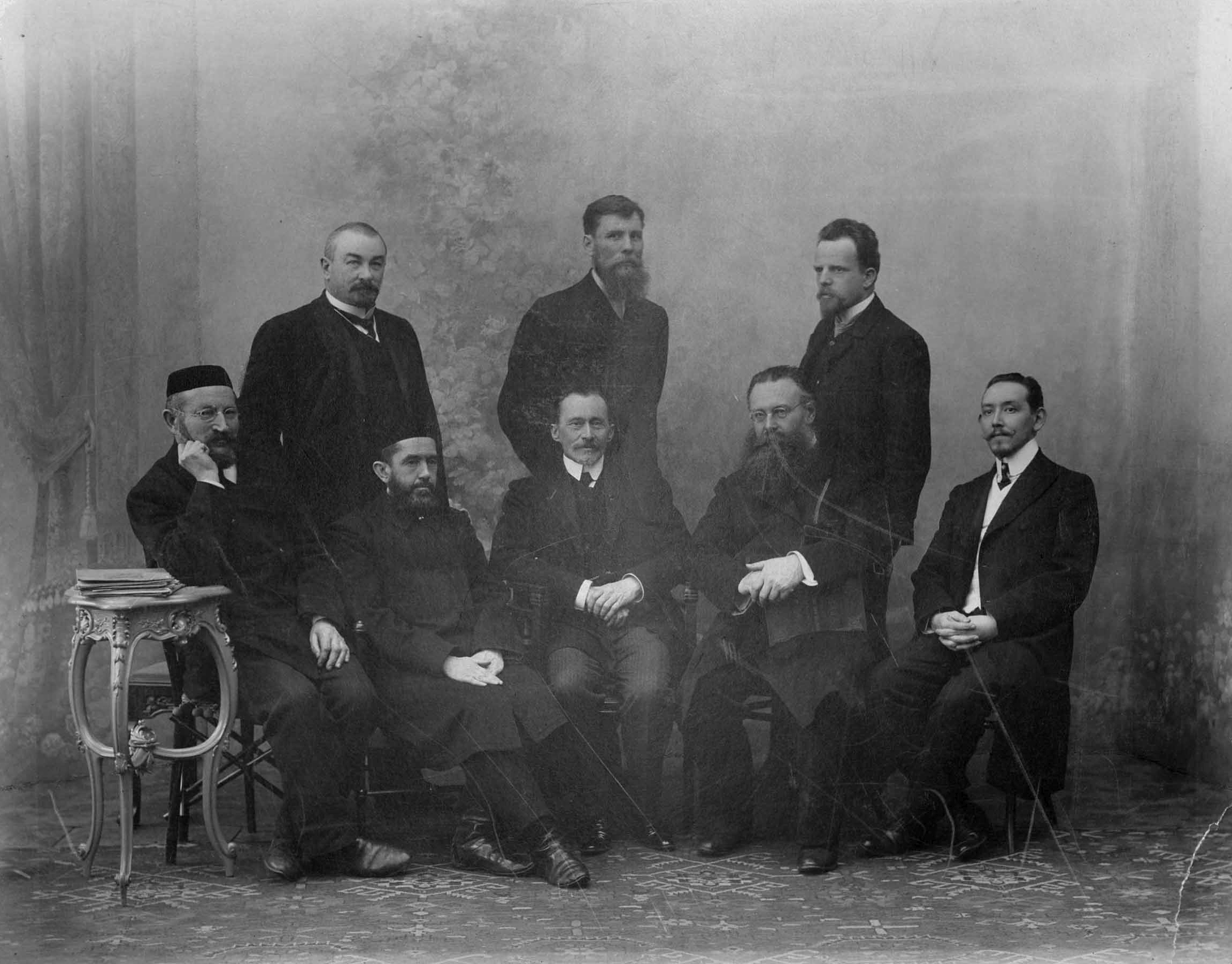
Уфимская губерния
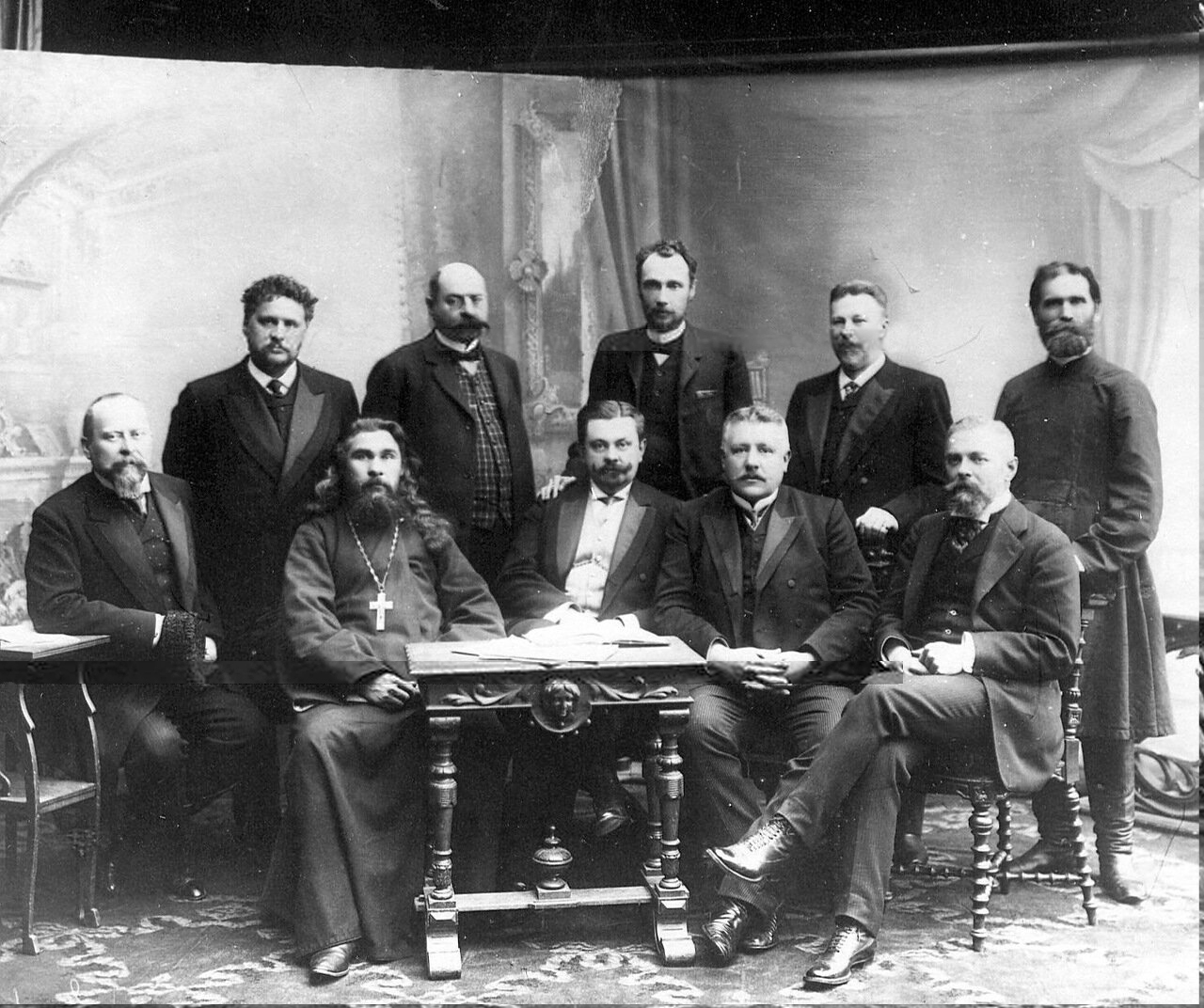
Харьковская губерния
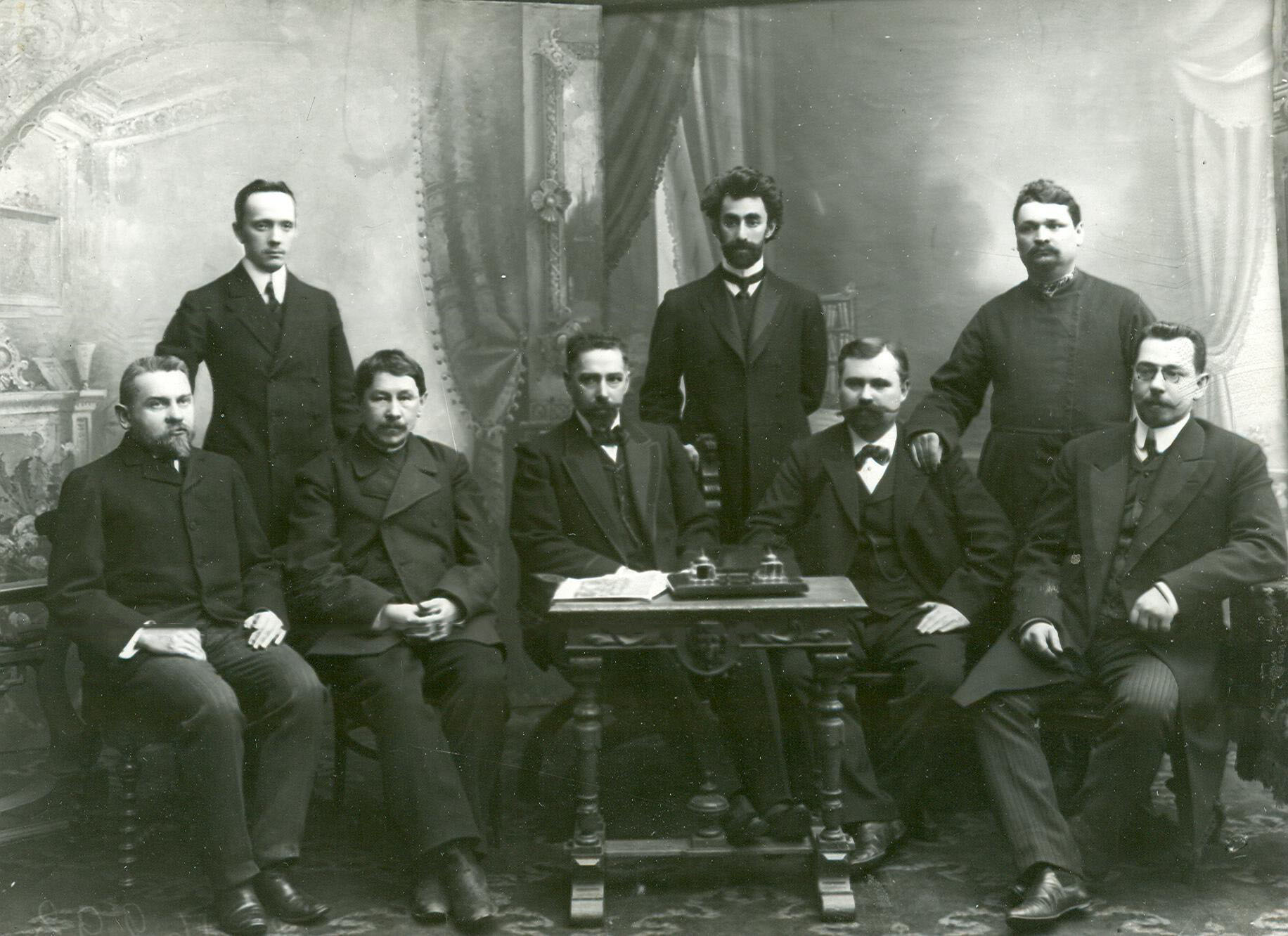
Черниговская губерния
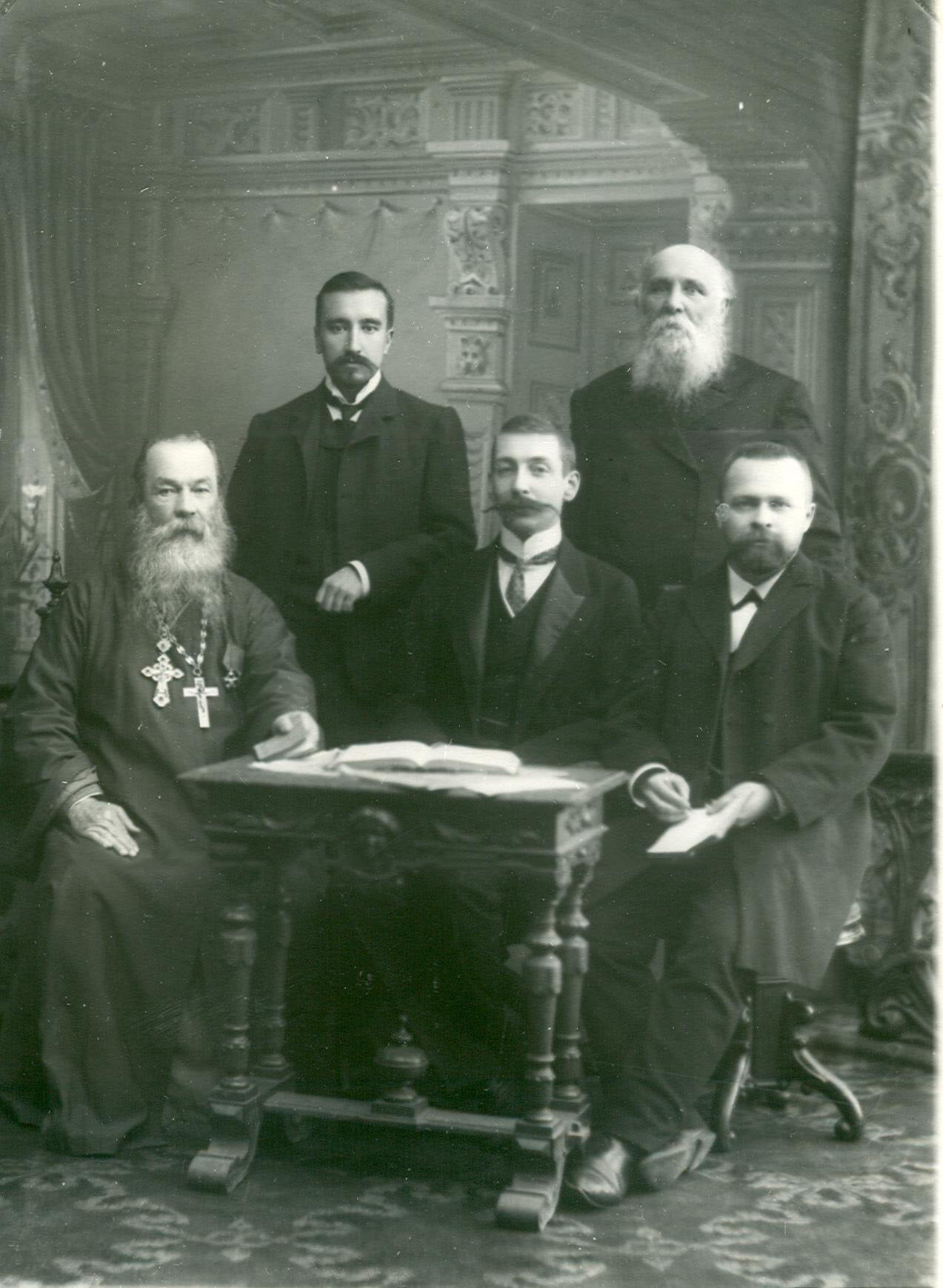
Ярославская губерния

## Скандалы и инциденты
Заседания III Думы сопровождались постоянными нарушениями порядка, перебранками и оскорблениями, инициаторами которых выступали депутаты правой фракции и (в меньшей степени) эсдеки. Особенно недостойным образом вели себя члены правой фракции В. М. Пуришкевич и Н. Е. Марков (Марков Второй), а также эсдек Е. П. Гегечкори. Антисемитские реплики со стороны правых были настолько привычными, что уже и не считались за неприемлемое поведение. Единственным наказанием, которое позволял Наказ Думы, было удаление из заседаний (до 15 заседаний). За время работы Думы это наказание было применено 38 раз по отношению к 33 лицам, из них 15 раз — к правым, 13 раз — к эсдекам. Пуришкевич, чрезвычайно эпатажная личность, имел обычай при вынесении решений об удалении торжественно усаживаться на руки приставам Думы и быть выносимым ими из зала. Председательствующие не считали возможным накладывать санкции при каждом случае недостойного поведения и игнорировали большую часть возмутительных выходок.
В конце 1908 года Пуришкевич направил трём деятельницам Первого всероссийского женского съезда, включая А. П. Философову, оскорбительные письма, в которых называл съезд публичным домом. Философова обратилась к мировому судье, который приговорил Пуришкевича к месячному аресту, позже Николай II уменьшил срок ареста до недели. Не желая, чтобы вопрос о предании его наказанию рассматривался общим собранием Думы, Пуришкевич подал в Совещание Думы прошении о предоставлении ему отпуска для отбытия наказания, которое было удовлетворено.
17 ноября 1909 года состоялась дуэль между членами фракции октябристов Председателем Думы А. И. Гучковым и графом А. А. Уваровым, вызванная внутрифракционным соперничеством и личной враждой; инициатором дуэли был Гучков. Уваров был легко ранен, в дальнейшем вышел из фракции, в IV Думу не попал. Гучков не подлежал уголовному преследованию на время пребывания депутатом, но на лето 1910 года сложил с себя звание Председателя, добровольно предстал перед судом, был приговорён к тюремному заключению, которое отбывал в Петропавловской крепости. Очень скоро Гучков был помилован царём, и с началом новой сессии Думы был вторично избран Председателем.

## Итоги
Результаты деятельности III Думы неоднозначны и противоречивы.
Новое избирательное законодательство 1907 года позволило выбрать такую Думу, которая была способна конструктивно работать с правительством; но в то же время, Дума уже практически не представляла широкие массы населения, депутаты III Думы перестали восприниматься народом как народные избранники. Дума успешно справлялась с принятием бюджета и мелких технических законов, но политически значимые и спорные законы застревали в ней на долгие годы. Октябристское большинство Думы имело, в целом, проправительственную ориентацию; однако же, октябристы считали себя не разновидностью государственных служащих, а совершенно независимыми политическими деятелями. Они не имели достаточных личных связей и контактов в правительственных кругах, держались отчуждённо от правительственных чиновников, что порождало борьбу самолюбий и столкновение амбиций даже в тех случаях, когда взгляды Думы и правительства по существу совпадали. Безобразное, агрессивное поведение левых и, в особенности, ультраправых депутатов омрачало работу Думы. Руководство Думы, озабоченное сохранением её репутации, уворачивалось от скандалов, изымая из повестки все острые вопросы; но уровень внутренних противоречий в стране был настолько высок, что все значимые вопросы уже стали острыми.
Как результат, III Дума справилась лишь с рутинной частью своей работы. Она не была, подобно I и II Думе, источником непрерывного и неразрешимого конфликта. Текущая законодательная работа шла своим чередом, но более важная задача — выразить политическую волю населения в форме законодательства — не была выполнена.

## Официальные стенографические отчёты, приложения и указатели к ним
Первая сессия
- Государственная Дума III созыв: Стенографические отчёты 1907-1908 гг. Сессия первая. Часть 1: Заседания 1-30 : (С 1 ноября 1907 г. по 19 февраля 1908 г.). — СПб.: Государственная типография, 1908. — [3], XV с., 2142 стб. Архивировано 20 апреля 2013 года.
- Государственная Дума III созыв: Стенографические отчёты 1907-1908 гг. Сессия первая. Часть 2: Заседания 31-60 : (С 21 февраля по 6 мая 1908 г.). — СПб.: Государственная типография, 1908. — [3], XV с., 2962 стб. Архивировано 20 апреля 2013 года.
- Государственная Дума III созыв: Стенографические отчёты 1907-1908 гг. Сессия первая. Часть 3: Заседания 61-98 : (С 7 мая по 28 июня 1908 г.). — СПб.: Государственная типография, 1908. — [3], XXII, 8 с., 4528 стб. Архивировано 20 апреля 2013 года.
- Указатель к стенографическим отчётам : (Части 1-3) : Государственная дума, третий созыв, сессия 1, 1907-1908 гг. : заседания 1-98 (1 ноября 1907 г. - 28 июня 1908 г.). — СПб.: Государственная типография, 1908. — [5], II, 672 с. Архивировано 20 апреля 2013 года.
- Приложения к стенографическим отчётам Государственной думы. Третий созыв. Сессия 1. Том 1: (№№ 1-350). — СПб.: Государственная типография, 1908. — [2], 35 c., 2024 стб.
- Приложения к стенографическим отчётам Государственной думы. Третий созыв. Сессия 1. Том 2: (№№ 351—638). — СПб.: Государственная типография, 1908. — [1], 33, [I]-CX, 2466 стб.

Вторая сессия
- Государственная Дума III созыв: Стенографические отчёты 1908 г. Сессия вторая. Часть I: Заседания 1-35 : (с 15 октября по 20 декабря 1908 г.). — СПб.: Государственная типография, 1908. — [3], XIV с., 3152 стб. Архивировано 20 апреля 2013 года.
- Государственная Дума III созыв: Стенографические отчёты 1909 г. Сессия вторая. Часть II: Заседания 36-70 : (С 20 января по 5 марта 1909 г.). — СПб.: Государственная типография, 1909. — [3], XIV с., 3246 стб. Архивировано 20 апреля 2013 года.
- Государственная Дума III созыв: Стенографические отчёты 1909 г. Сессия вторая. Часть III: Заседания 71-100 : (С 6 марта по 24 апреля 1909 г.). — СПб.: Государственная типография, 1909. — [3], XII с., 2956 стб. Архивировано 20 апреля 2013 года.
- Государственная Дума III созыв: Стенографические отчёты 1909 г. Сессия вторая. Часть IV: Заседания 101-126 : (с 27 апреля по 2 июня 1909 г.). — СПб.: Государственная типография, 1909. — [2], XXXVII с., 3476 стб., [10] с. Архивировано 20 апреля 2013 года.
- Указатель к стенографическим отчётам : (части 1-4) : Государственная дума, третий созыв, сессия вторая, 1908-1909 гг. : заседание 1-126 (15 октября 1908 г. - 2 июня 1909 г.). — СПб.: Государственная типография, 1909. — [7], 560 с. Архивировано 20 апреля 2013 года.
- Приложения к стенографическим отчётам Государственной думы. Третий созыв. Сессия вторая. 1908-1909 гг. Том 1: (№№ 1-219). — СПб.: Государственная типография, 1909. — Т. 1. — [2], 2110 с. разд. паг. Архивировано 20 апреля 2013 года.
- Приложения к стенографическим отчётам Государственной думы. Третий созыв. Сессия вторая. 1908-1909 гг. Том 2: (№№ 220-469). — СПб.: Государственная типография, 1909. — Т. 2. — [2], 1712 с. разд. паг. Архивировано 20 апреля 2013 года.
- Приложения к стенографическим отчётам Государственной думы. Третий созыв. Сессия вторая. 1908-1909 гг. Том 3: (№№ 470-657). — СПб.: Государственная типография, 1909. — Т. 3. — [2], 1658 с. разд. паг. Архивировано 20 апреля 2013 года.
- Предметный указатель к сборнику приложений к стенографическим отчётам Государственной думы. Третий созыв. Сессия вторая 1908-1909 гг.. — СПб.: Государственная типография, 1909. — [3] с., CVIII стб. Архивировано 20 апреля 2013 года.

Третья сессия
- Государственная Дума III созыв: Стенографические отчёты 1909 г. Сессия третья. Часть I: Заседания 1-32 : (с 10 октября по 18 декабря 1909 г.). — СПб.: Государственная типография, 1910. — [2], XVI с., 3796 стб. Архивировано 20 апреля 2013 года.
- Государственная Дума III созыв: Стенографические отчёты 1910 г. Сессия третья. Часть II: Заседания 33-64 : (с 20 января по 6 марта 1910 г.). — СПб.: Государственная типография, 1910. — [2], XII с., 3166 стб. Архивировано 20 апреля 2013 года.
- Государственная Дума III созыв: Стенографические отчёты 1910 г. Сессия третья. Часть III: Заседания 65-94 : (с 8 марта по 9 апреля 1910 г.). — СПб.: Государственная типография, 1910. — [2], XIX с., 3246 стб. Архивировано 20 апреля 2013 года.
- Государственная Дума III созыв: Стенографические отчёты 1910 г. Сессия третья. Часть IV: Заседания 95-131 : (с 26 апреля по 17 июня 1910 г.). — СПб.: Государственная типография, 1910. — [2], XIX с., 3246 стб. Архивировано 20 апреля 2013 года.
- Указатель к стенографическим отчётам : (части 1-4) : Государственная дума, третий созыв, сессия третья, 1909-1910 гг. : заседания 1-131: (10 октября 1909 г. - 17 июня 1910 г.). — СПб.: Государственная типография, 1910. — [3], 595 с. Архивировано 20 апреля 2013 года.
- Приложения к стенографическим отчётам Государственной думы : Третий созыв : Сессия третья :  1909-1910 гг. Том I: (№№ 1-289). — СПб.: Государственная типография, 1910. — Т. I. — 2236 с. разд. паг., [2] л. граф.
- Приложения к стенографическим отчётам Государственной думы : Третий созыв : Сессия третья : 1909-1910 гг. Том II: (№№ 290—438). — СПб.: Государственная типография, 1910. — Т. II. — 2256 с. разд. паг. Архивировано 20 апреля 2013 года.
- Приложения к стенографическим отчётам Государственной думы : Третий созыв : Сессия третья : 1909-1910 гг. Том III: (№№ 439—562 и принятые Государственной думой формулы перехода к очередным делам). — СПб.: Государственная типография, 1910. — Т. III. — 2512 с. разд. паг., [2] л. табл. Архивировано 20 апреля 2013 года.
- Предметный указатель к сборнику приложений к стенографическим отчётам Государственной думы. Третий созыв. Сессия третья 1909-1910 гг.. — СПб.: Государственная типография, 1910. — CXXVI стб.

Четвёртая сессия
- Государственная Дума III созыв: Стенографические отчёты 1910 г. Сессия четвёртая. Часть I: Заседания 1-38 (с 15 октября по 17 декабря 1910 г.). — СПб.: Государственная типография, 1910. — [3], XV с., 3368 стб. Архивировано 20 апреля 2013 года.
- Государственная Дума III созыв: Стенографические отчёты 1911 г. Сессия четвёртая. Часть II: Заседания 39-73 (с 17 января по 5 марта 1911 г.). — СПб.: Государственная типография, 1911. — [2], XIX с., 3724 стб. Архивировано 20 апреля 2013 года.
- Государственная Дума III созыв: Стенографические отчёты 1911 г. Сессия четвёртая. Часть III: Заседания 74-113 (с 7 марта по 13 мая 1911 г.). — СПб.: Государственная типография, 1911. — [3], XL, 8 с., 4829 стб. Архивировано 20 апреля 2013 года.
- Указатель к стенографическим отчётам : (части 1-3) : Государственная дума, третий созыв, сессия четвёртая, 1910-1911 гг. : заседания 1-113 : (15 октября 1910 г. - 13 мая 1911 г.). — СПб.: Государственная типография, 1911. — [3], 551 с. Архивировано 20 апреля 2013 года.
- Приложения к стенографическим отчётам Государственной думы : Третий созыв : Сессия четвёртая : 1910 г. Том I: (№№ 1-143). — СПб.: Государственная типография, 1910. — Т. I. — 1526 с. разд. паг. Архивировано 20 апреля 2013 года.
- Приложения к стенографическим отчётам Государственной думы : Третий созыв : Сессия четвёртая : 1910-1911 г. Том II: (№ 127 — доклад по законопроекту о введении государственного подоходного налога). — СПб.: Государственная типография, 1911. — Т. II. — [2], 1131 с. разд. паг. Архивировано 20 апреля 2013 года.
- Приложения к стенографическим отчётам Государственной думы : Третий созыв : Сессия четвёртая : 1910-1911 г. Том III: (№ 128—284). — СПб.: Государственная типография, 1911. — Т. III.
- Приложения к стенографическим отчётам Государственной думы : Третий созыв : Сессия четвёртая : 1910-1911 г. Том IV: (№№ 285-439). — СПб.: Государственная типография, 1911. — Т. IV. — 1960 с. разд. паг., [3] л. карт. Архивировано 20 апреля 2013 года.
- Приложения к стенографическим отчётам Государственной думы : Третий созыв : Сессия четвёртая : 1910-1911 г. Том V: (№№ 440-620). — СПб.: Государственная типография, 1911. — Т. V. — 1992 с. разд. паг., [1] л. карт. Архивировано 20 апреля 2013 года.
- Предметный указатель к сборнику «Приложения к стенографическим отчётам Государственной думы» : Tомы I-V : третий созыв: сессия четвёртая : 1910-1911 гг. — СПб.: Государственная типография, 1911. — CX стб.

Пятая сессия
- Государственная Дума III созыв: Стенографические отчёты 1911 г. Сессия пятая. Часть I: Заседания 1-41 (с 15 октября по 10 декабря 1911 г.). — СПб.: Государственная типография, 1911. — [2], XX с., 3830 стб. Архивировано 20 апреля 2013 года.
- Государственная Дума III созыв: Стенографические отчёты 1912 г. Сессия пятая. Часть II: Заседания 42-83 (с 10 января по 3 марта 1912 г.). — СПб.: Государственная типография, 1912. — [2], XIV с., 3824 стб. Архивировано 20 апреля 2013 года.
- Государственная Дума III созыв: Стенографические отчёты 1912 г. Сессия пятая. Часть III: Заседания 84-119 (с 5 марта по 28 апреля 1912 г.). — СПб.: Государственная типография, 1912. — XXII с., 3726 стб. Архивировано 20 апреля 2013 года.
- Государственная Дума III созыв: Стенографические отчёты 1912 г. Сессия пятая. Часть IV: Заседания 120—153 (с 30 апреля по 9 июня 1912 г.). — СПб.: Государственная типография, 1912. — 56 с., 4336 стб. Архивировано 20 апреля 2013 года.
- Государственная дума : Указатель к стенографическим отчётам : (части 1-4) : третий созыв : сессия пятая : 1911-1912 гг. : заседания 1-153 : (15 октября 1911 г. - 9 июня 1912 г.). — СПб.: Государственная типография, 1912. — 686 с. Архивировано 20 апреля 2013 года.
- Приложения к стенографическим отчётам Государственной думы : Третий созыв : Сессия пятая : 1911 г. Том I: (№№ 1-210). — СПб.: Государственная типография, 1911. — Т. I. — 2698 с. разд. паг., [1] л. карт.
- Приложения к стенографическим отчётам Государственной думы : Третий созыв : Сессия пятая : 1911-1912 гг. Том II: (№№ 211-350). — СПб.: Государственная типография, 1911. — Т. II. — 2283 с. разд. паг. Архивировано 20 апреля 2013 года.
- Приложения к стенографическим отчётам Государственной думы : Третий созыв : Сессия пятая : 1911-1912 гг. Том III: (№№ 351-500). — СПб.: Государственная типография, 1912. — Т. III. — 2473 с. разд. паг. Архивировано 20 апреля 2013 года.
- Приложения к стенографическим отчётам Государственной думы : Третий созыв : Сессия пятая : 1911-1912 гг. Том IV: (№№ 501-670). — СПб.: Государственная типография, 1912. — Т. IV. — 1826 с. разд. паг. Архивировано 20 апреля 2013 года.
- Приложения к стенографическим отчётам Государственной думы : Третий созыв : Сессия пятая : 1911-1912 гг. Том V: (№№ 671-861). — СПб.: Государственная типография, 1912. — Т. V. — 2019 с. разд. паг. Архивировано 20 апреля 2013 года.
- Особое приложение № 2 к стенографическому отчёту 153-го заседания Государственной Думы: проекты законов, одобренных по докладам редакционной комиссии : Третий созыв : Сессия пятая : 1911-1912 гг. — СПб.: Государственная типография, 1912. — [1] с., 1110 стб. Архивировано 20 апреля 2013 года.
- Предметный указатель к сборнику «Приложения к стенографическим отчётам Государственной думы» : Tомы I-V : третий созыв : сессия пятая : 1911-1912 гг. — СПб.: Государственная типография, 1912. — CLXIV стб. Архивировано 20 апреля 2013 года.